# Biserica de lemn din Luncșoara, Bihor

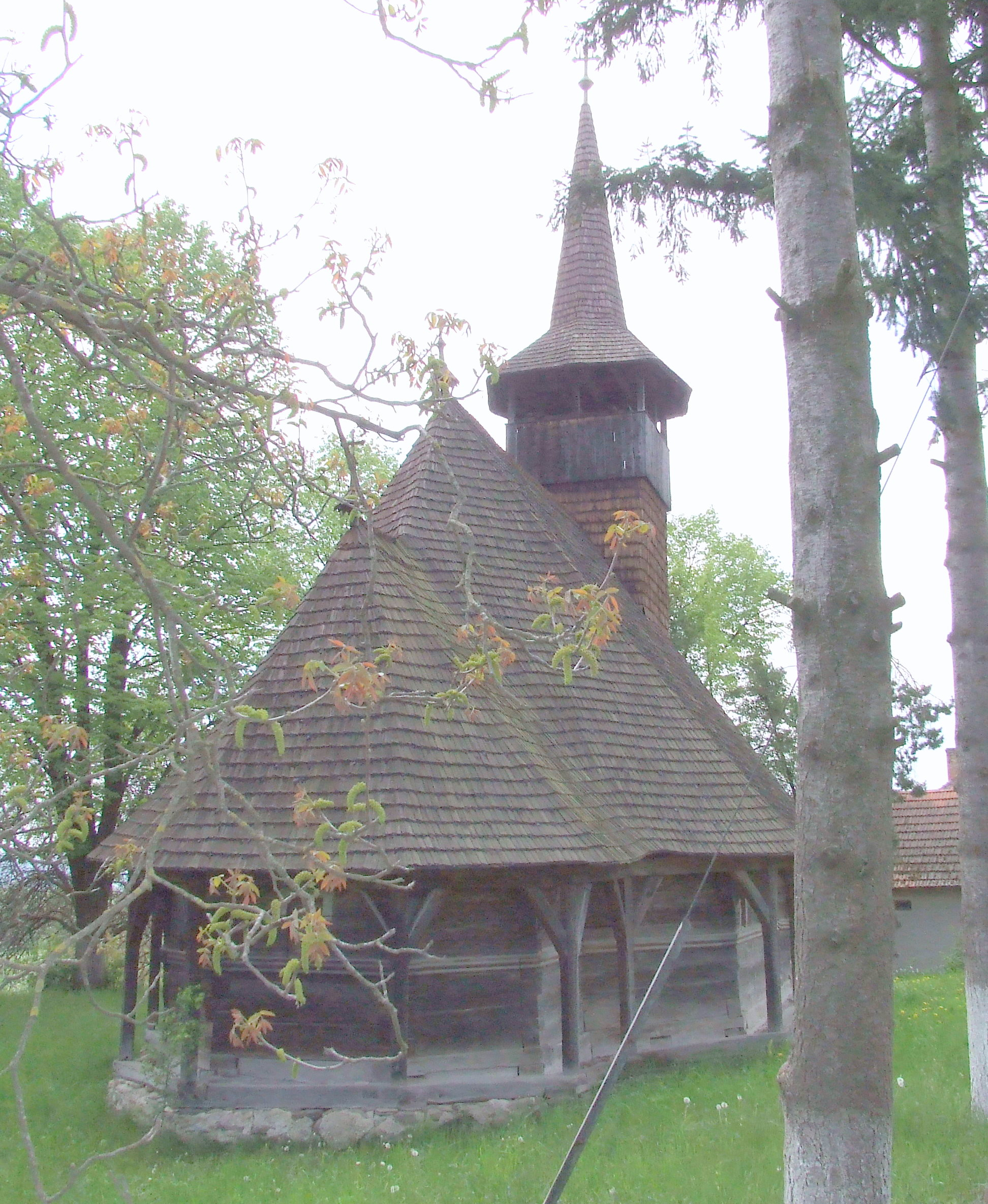
Biserica de lemn din Luncșoara, județul Bihor, 2008

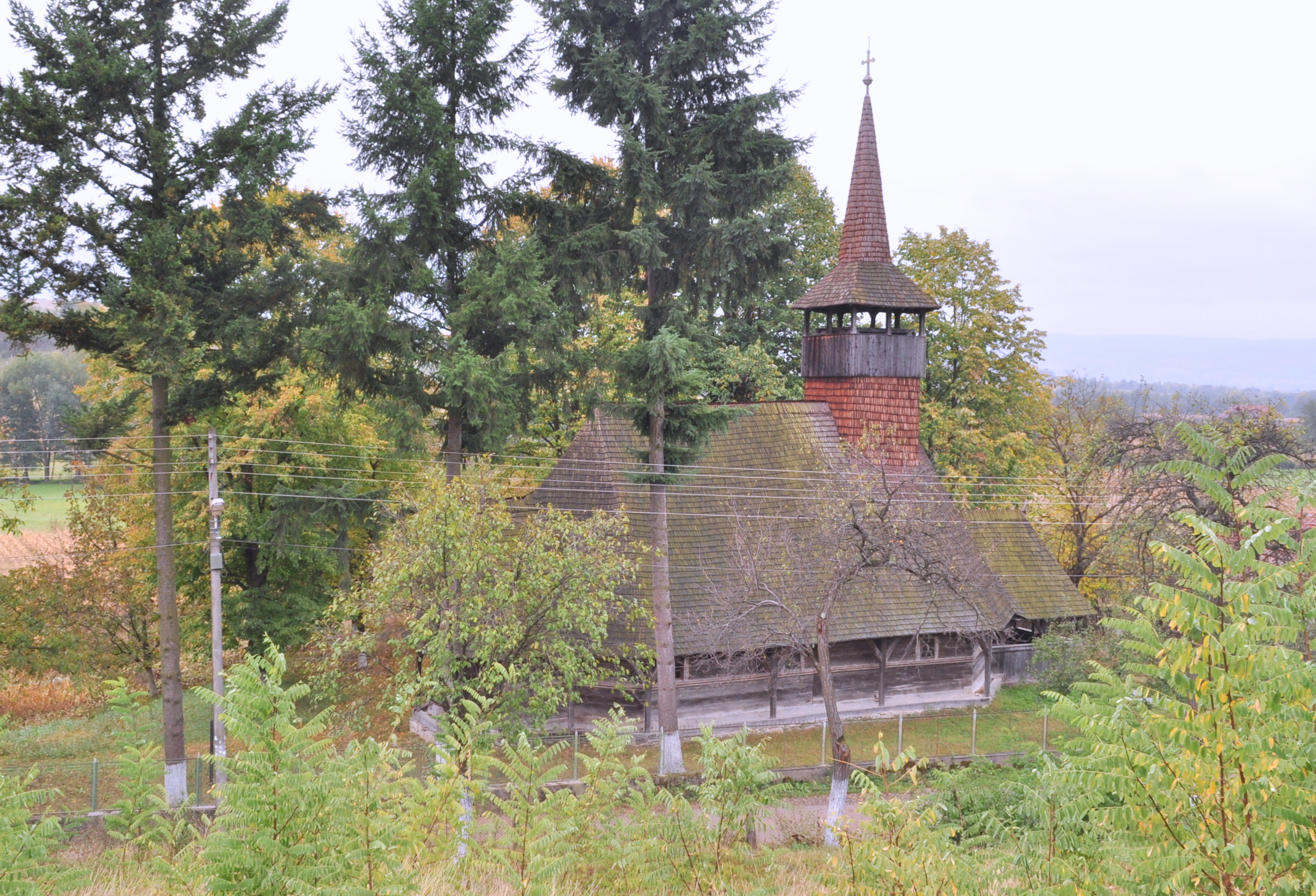
Biserica de lemn „Sfântul Mare Mucenic Gheorghe" din Luncșoara, foto: octombrie 2011.

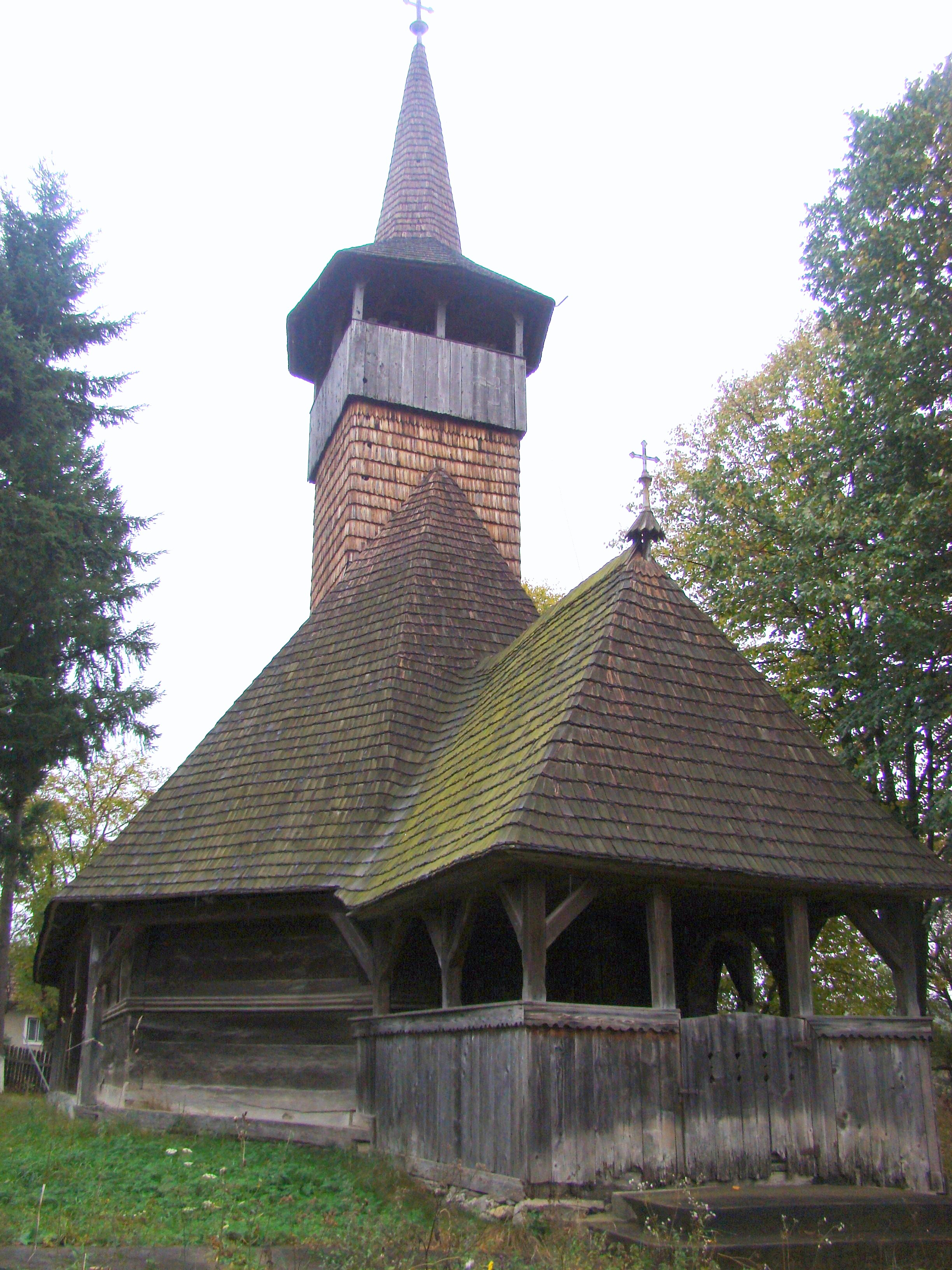
Biserica (vest)

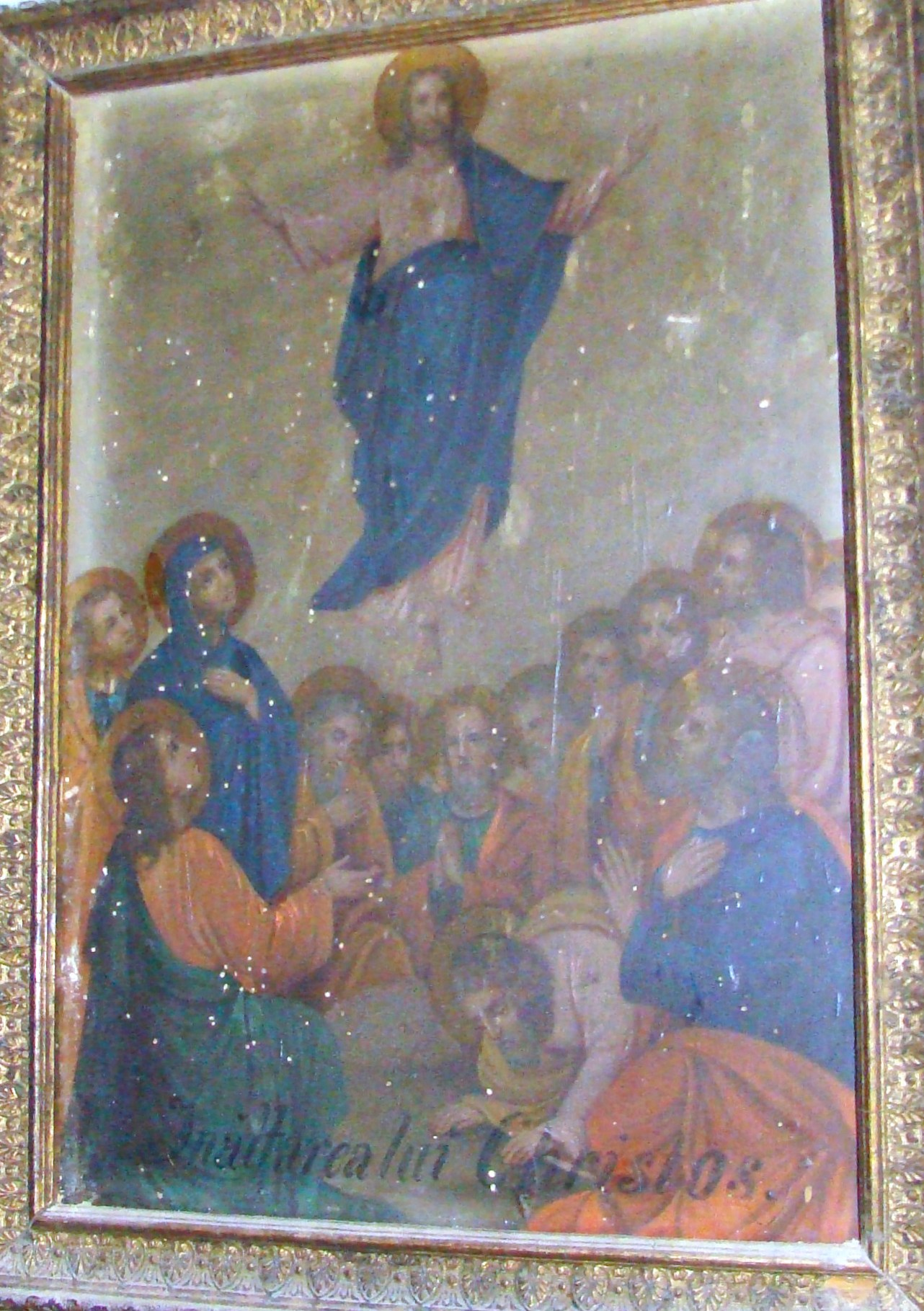
Înălțarea Domnului

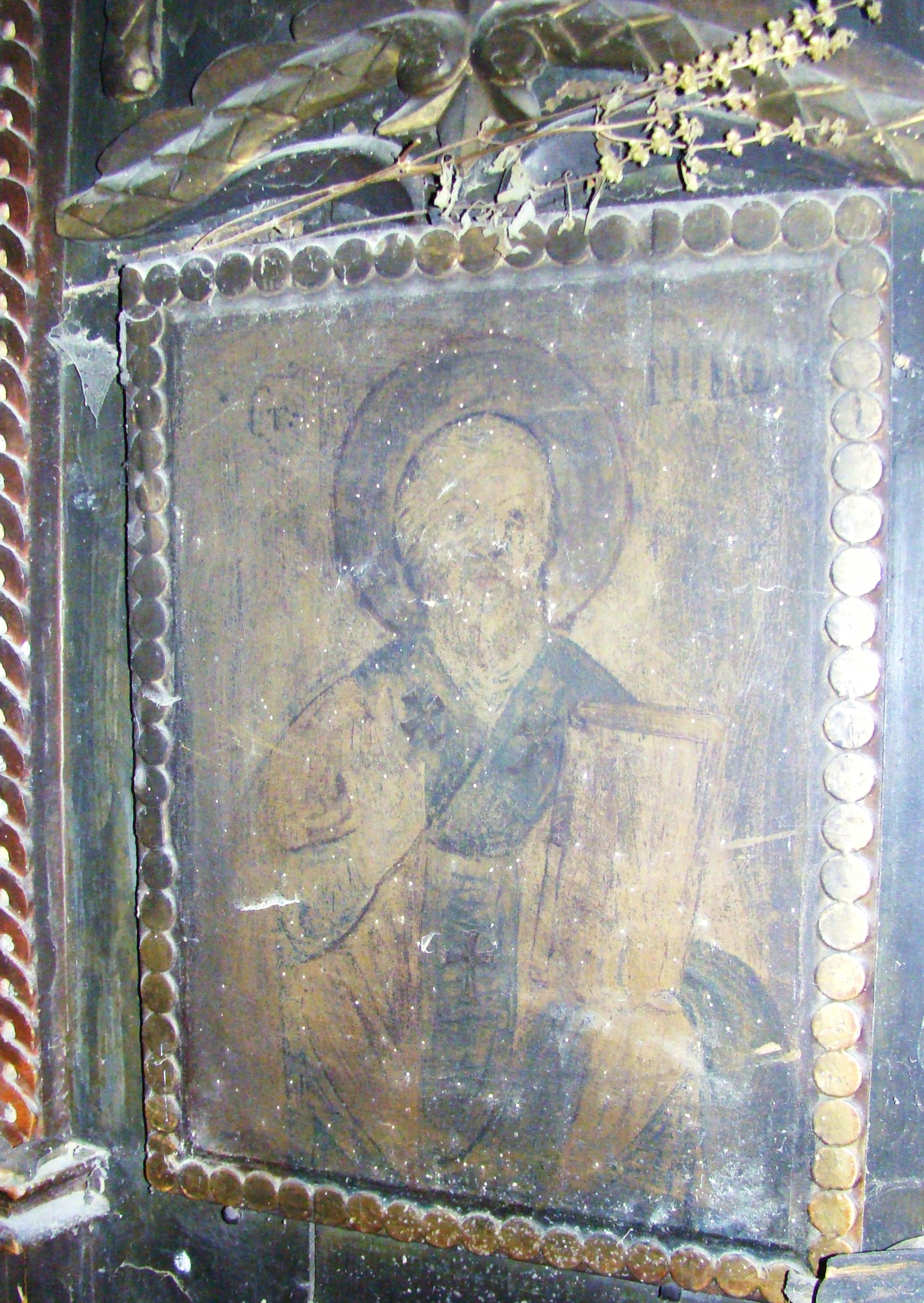
Sfântul Nicolae

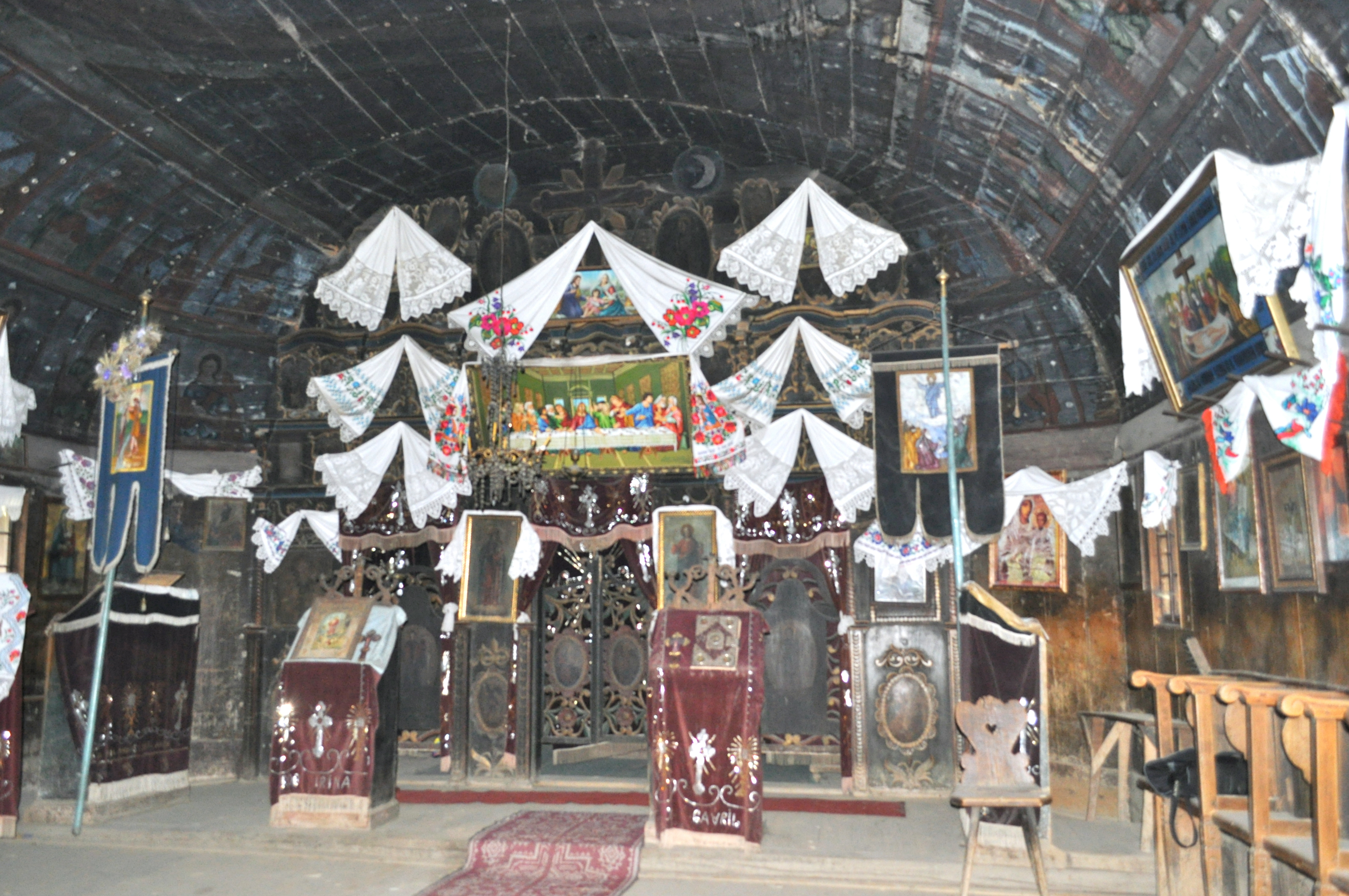
Interiorul navei

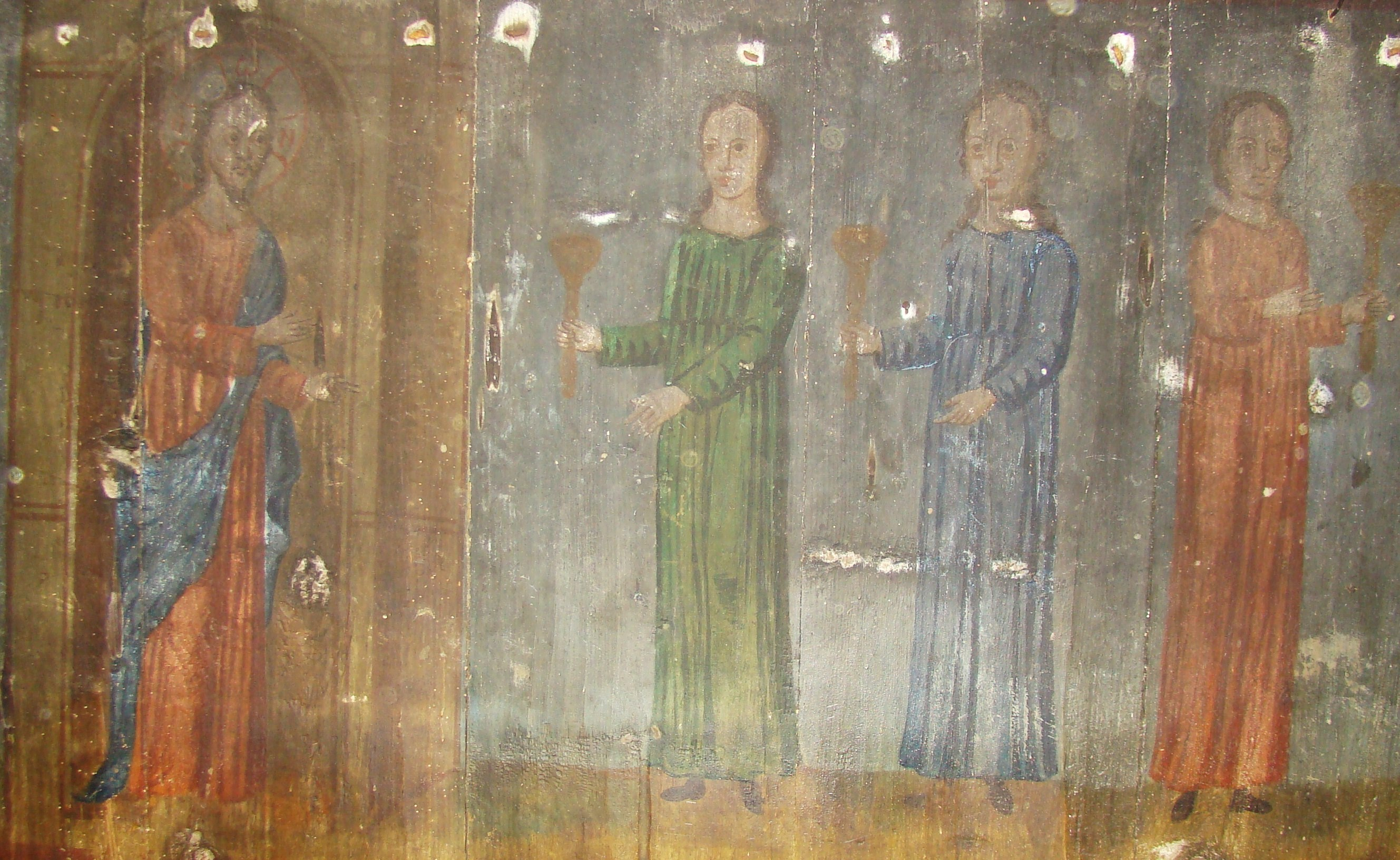
Pilda celor zece fecioare

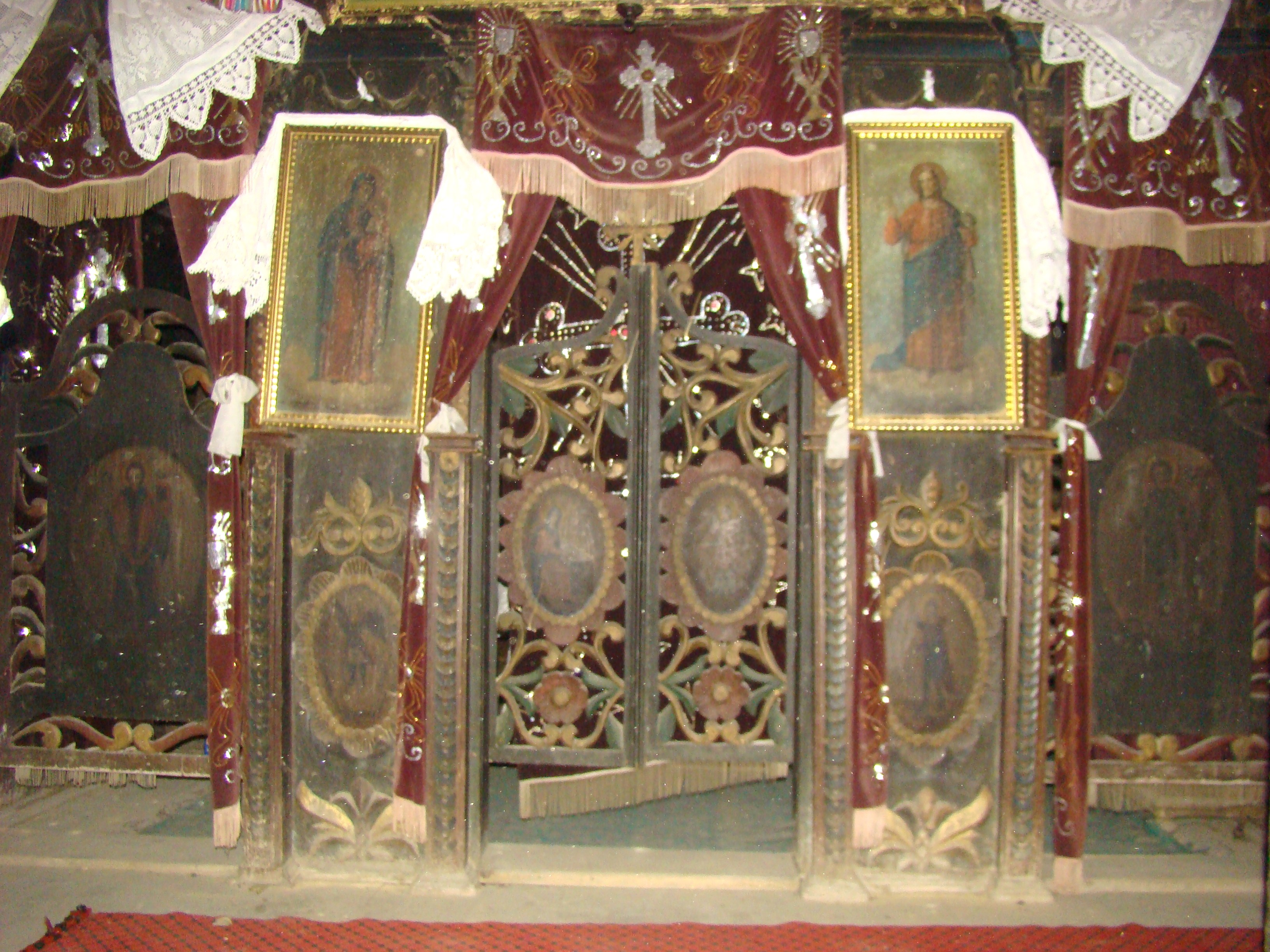
Uși și icoane împărătești

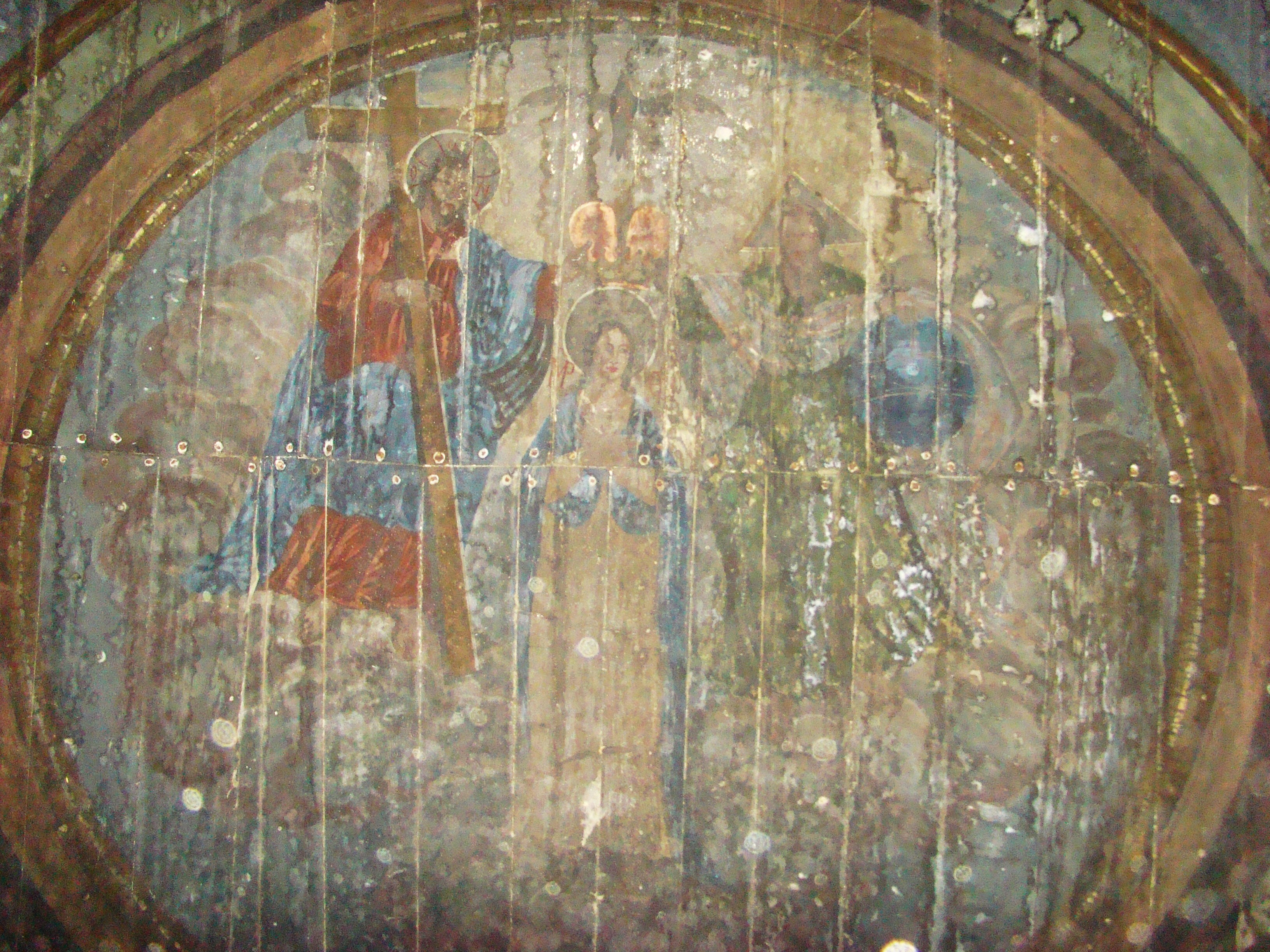
Sfânta Treime

Biserica de lemn din Luncșoara se află în localitatea omonimă din județul Bihor și a fost construită în anul 1760. Biserica se află pe noua listă a monumentelor istorice sub codul LMI:  BH-II-m-B-01170. Are hramul „Sfântul Gheorghe".

## Istoric și trăsături
Biserica de lemn „Sfântul Mare Mucenic Gheorghe" din satul Luncșoara fost ridicată în 1760 de mesterul Lup Ioan. Are toate încăperile poligonale, de mari dimensiuni, iar spre vest un amplu pridvor. Bârnele au colțurile fixate în forma literei "T", în cuie de lemn. Stâlpii prispei ce înconjoară biserica sunt ușor înclinați, ca niște contraforturi.
Pictura interioară datează din secolul al XIX-lea. Doar o icoană pe lemn „Sfântul Arhanghel Mihail" este din secolul al XVIII-lea.

## Imagini din exterior (ploaie torențială)

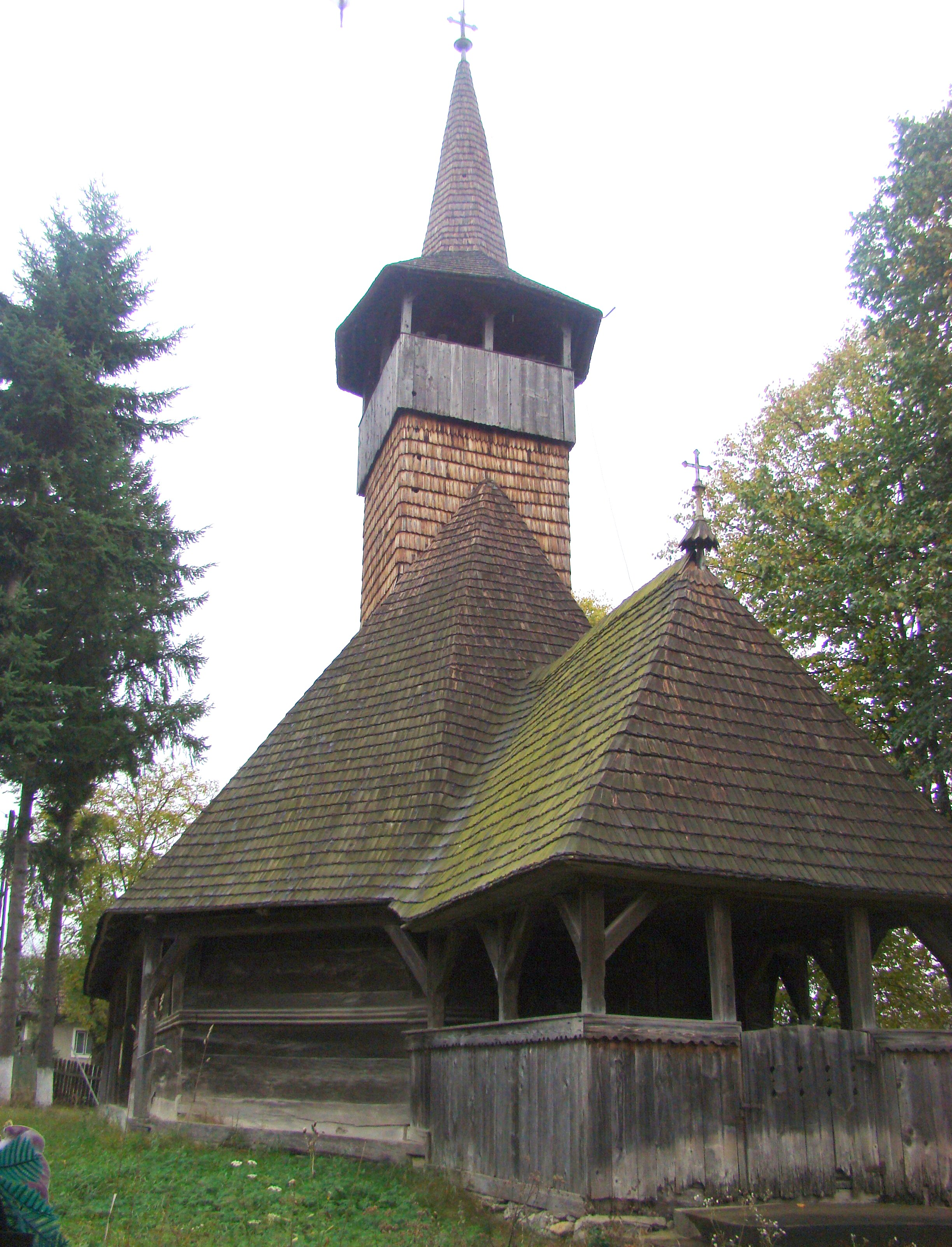
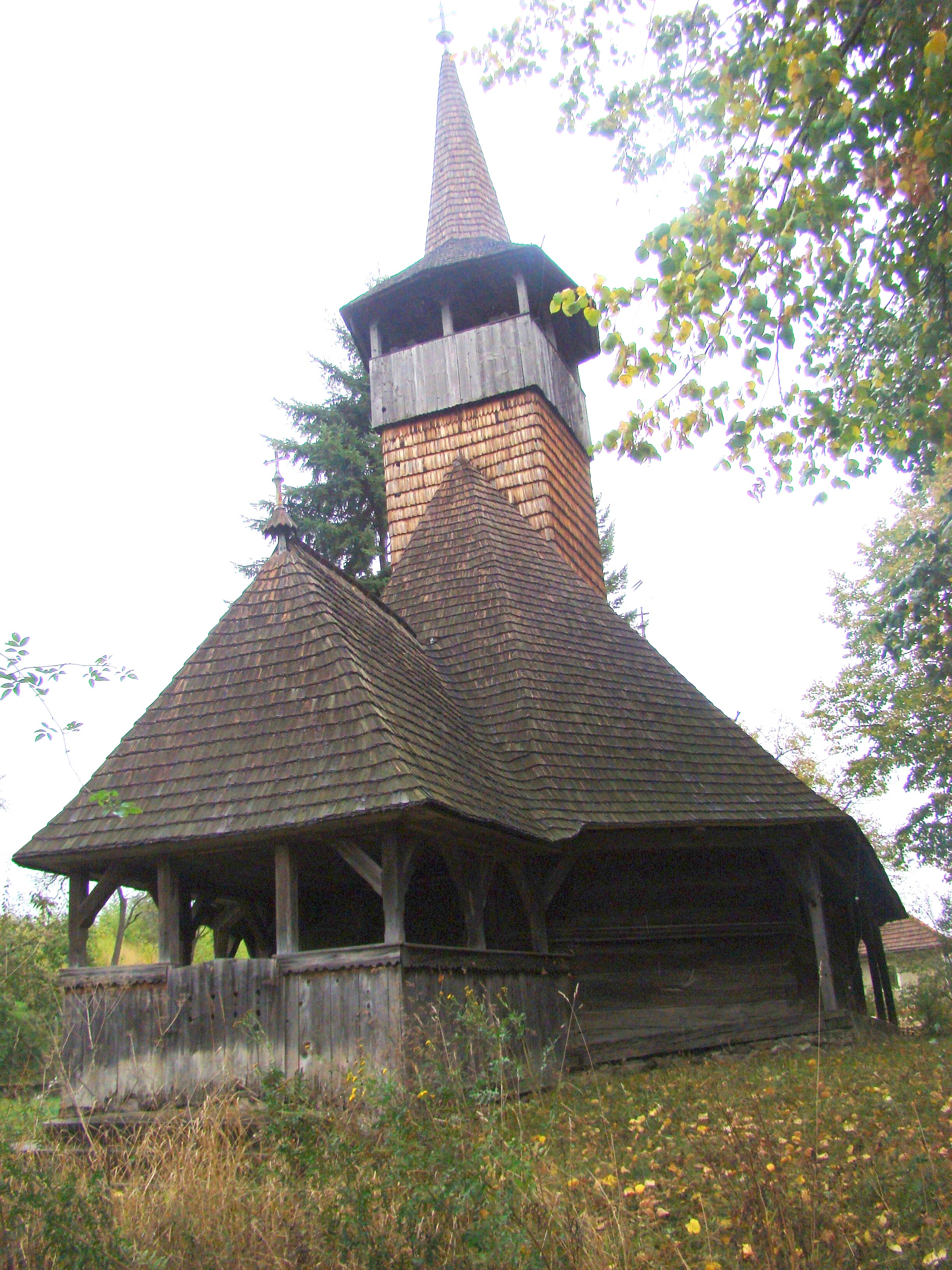
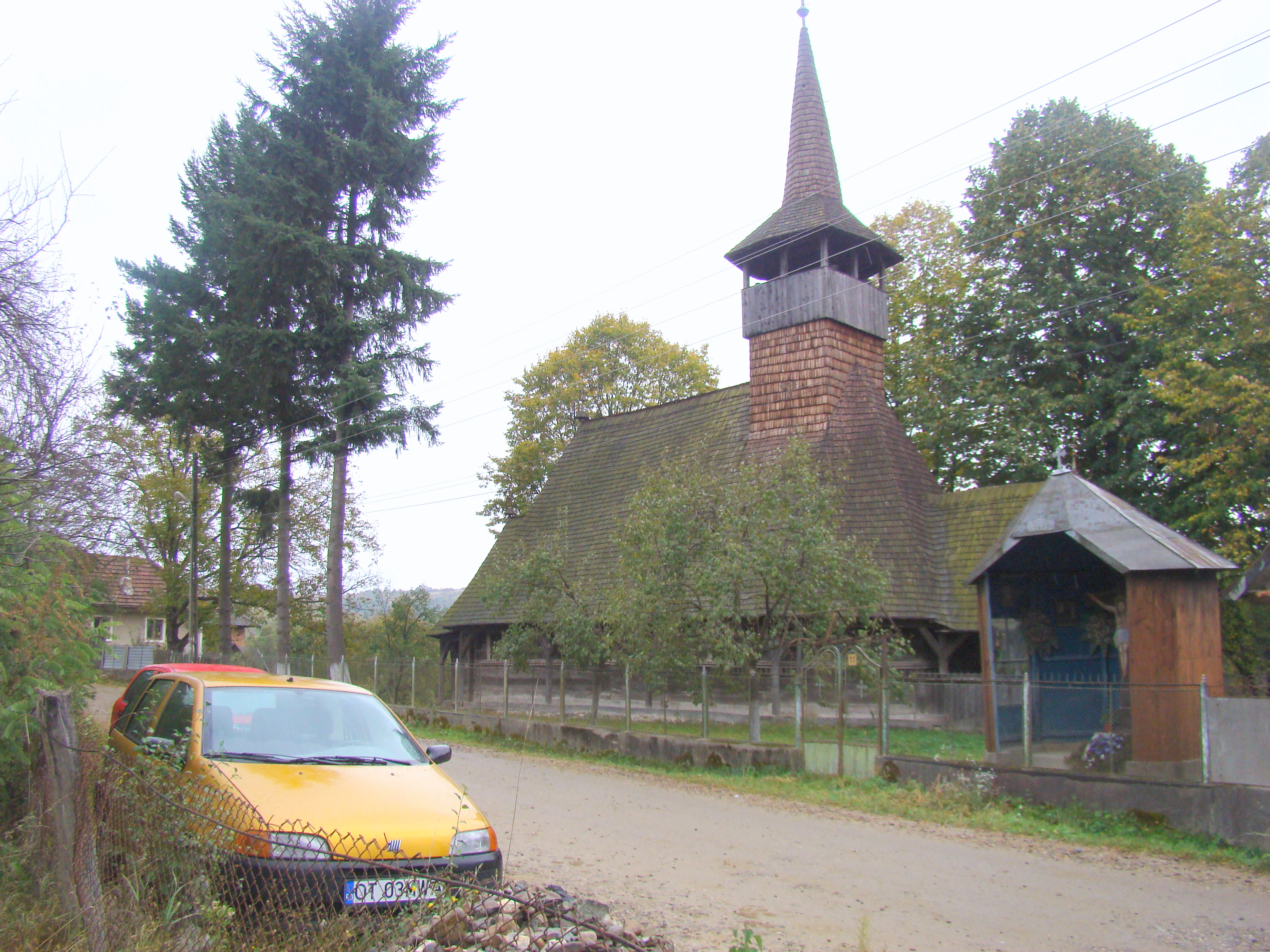
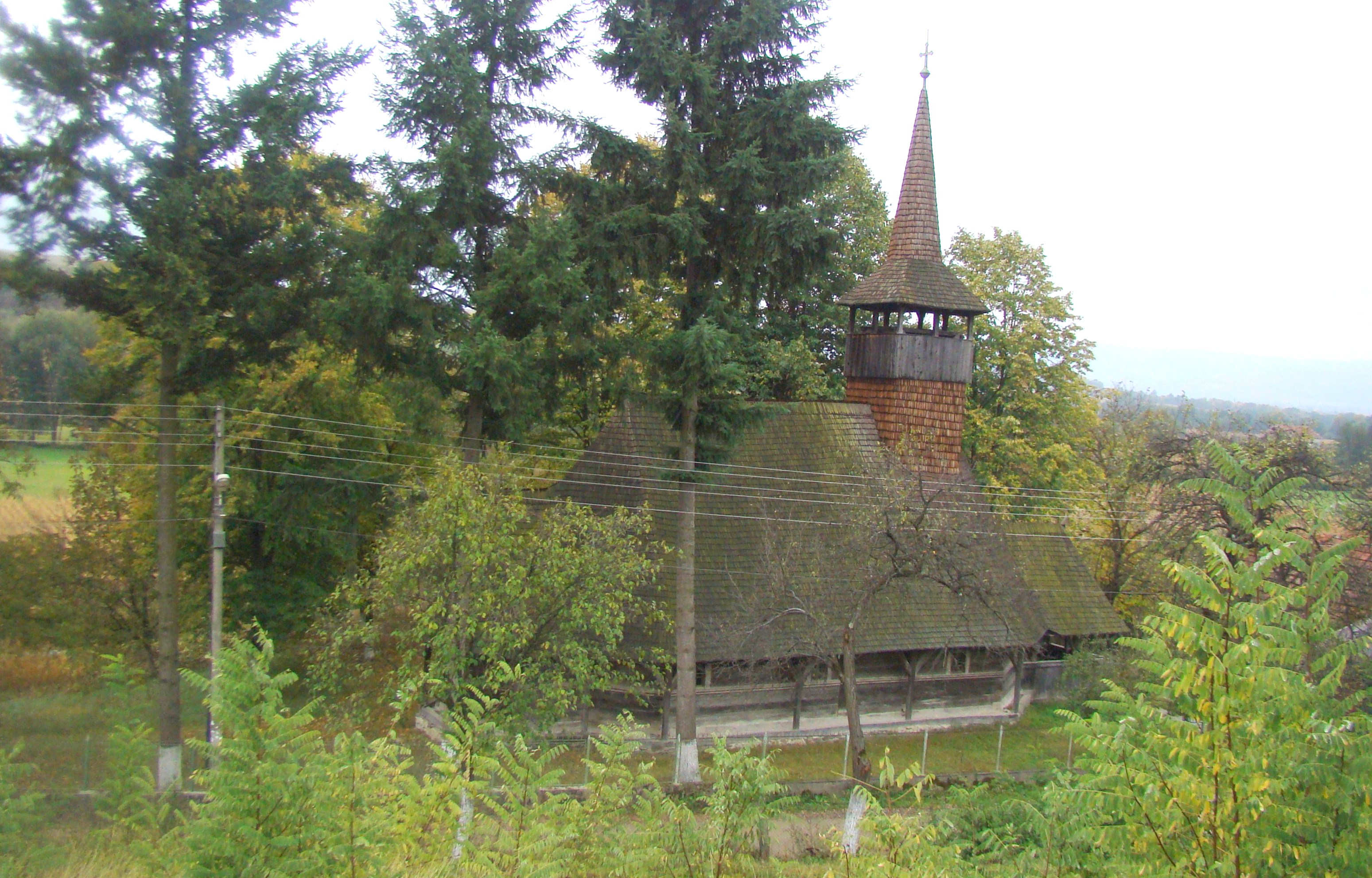
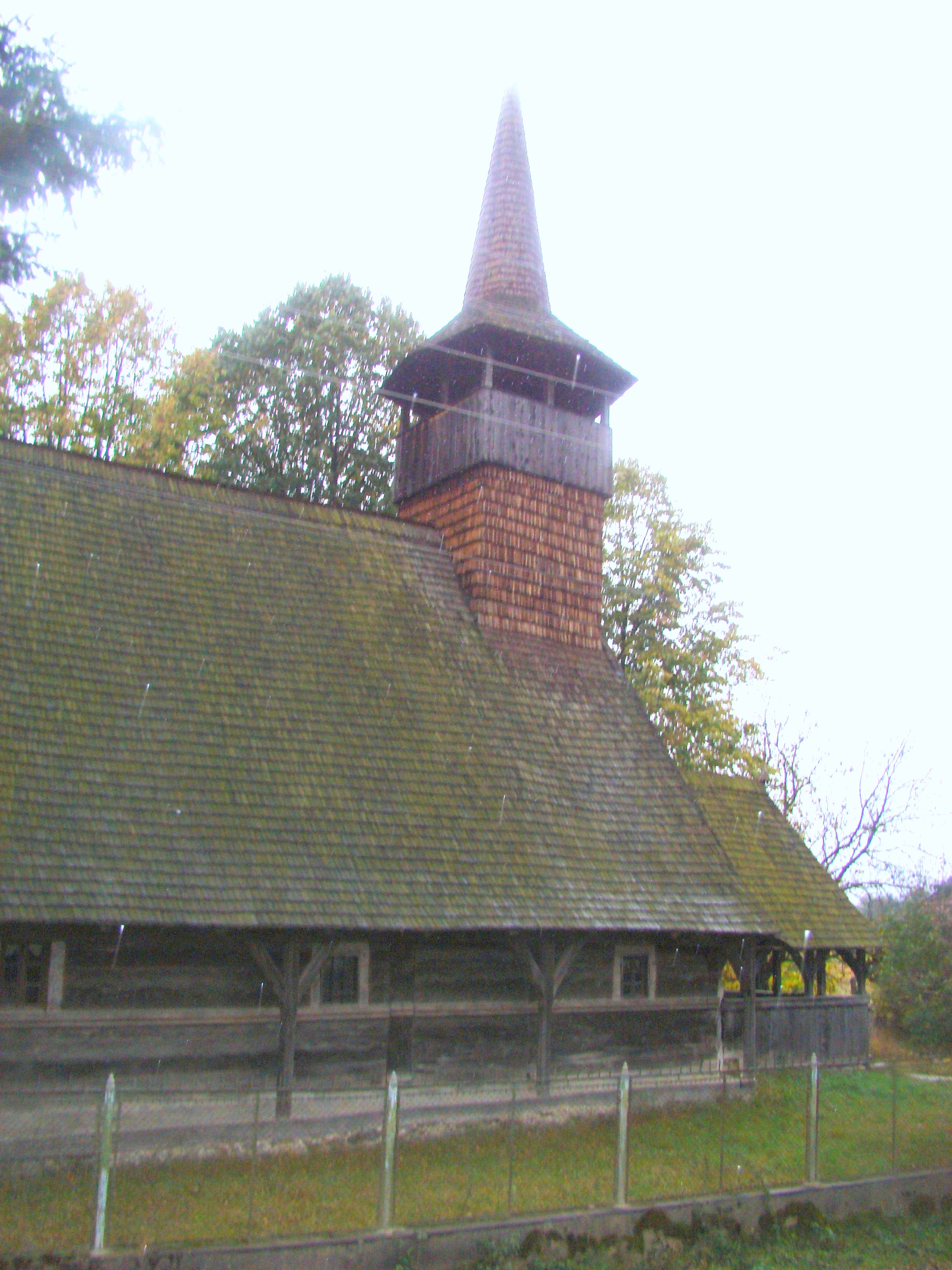
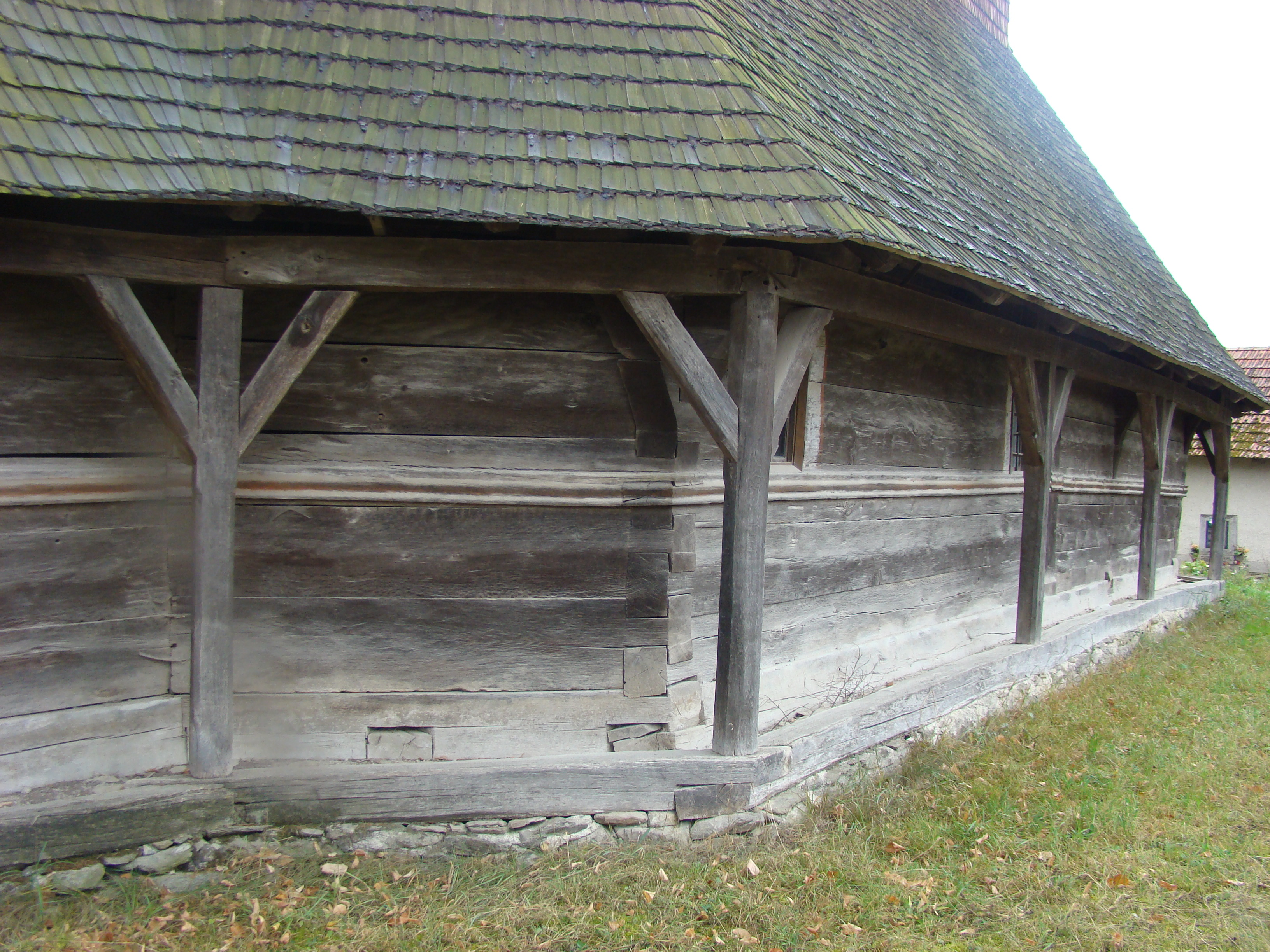
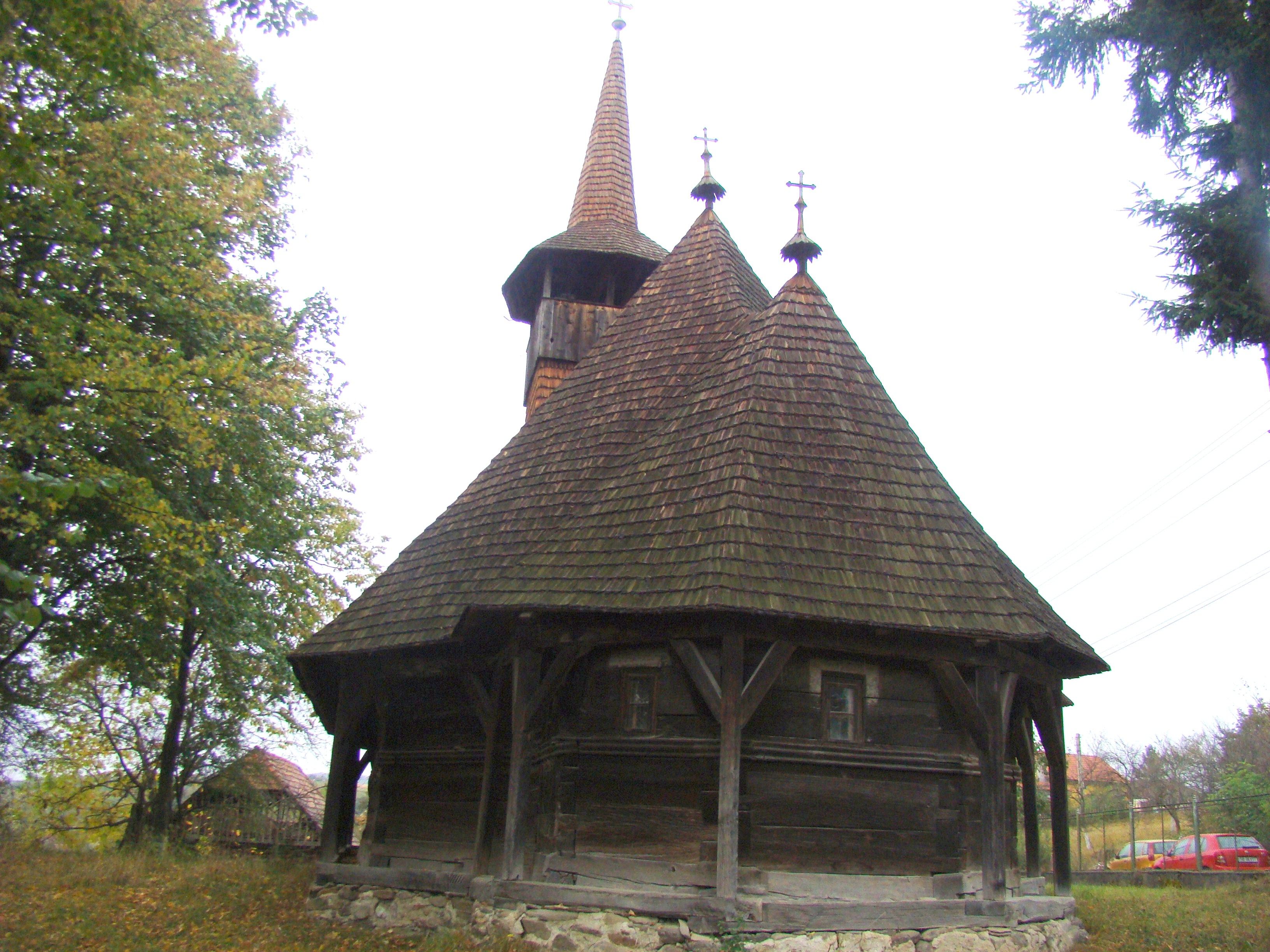
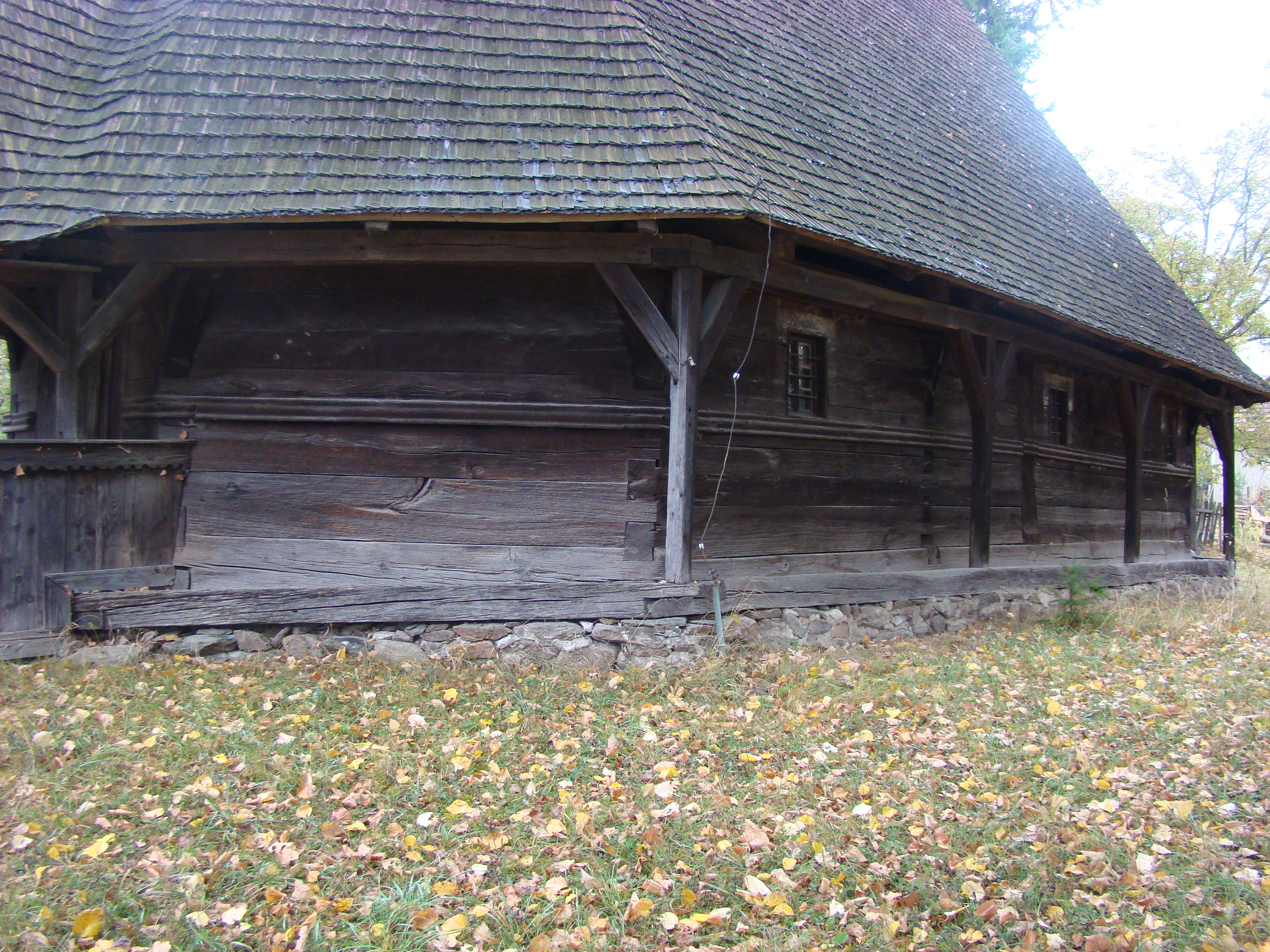
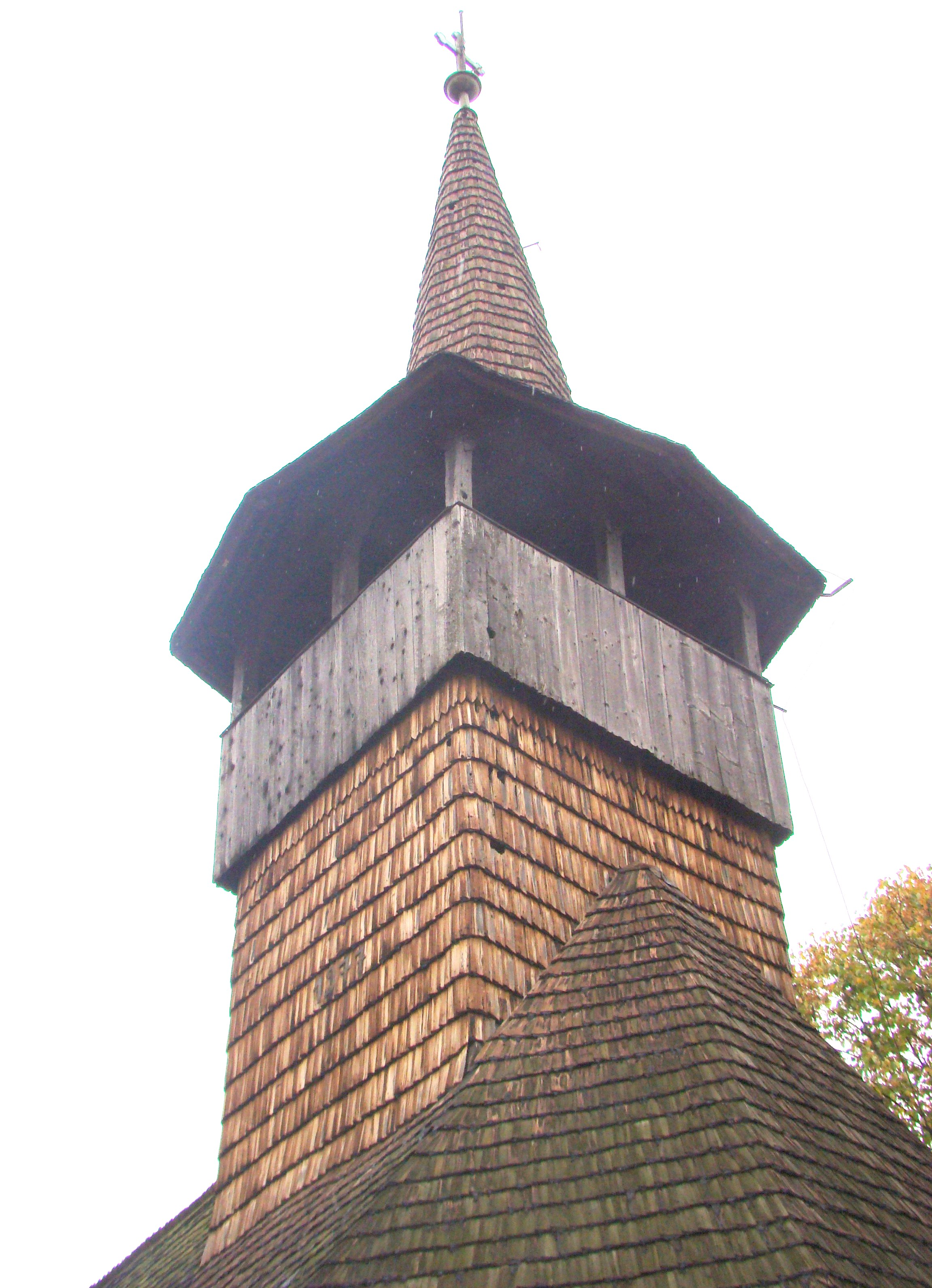
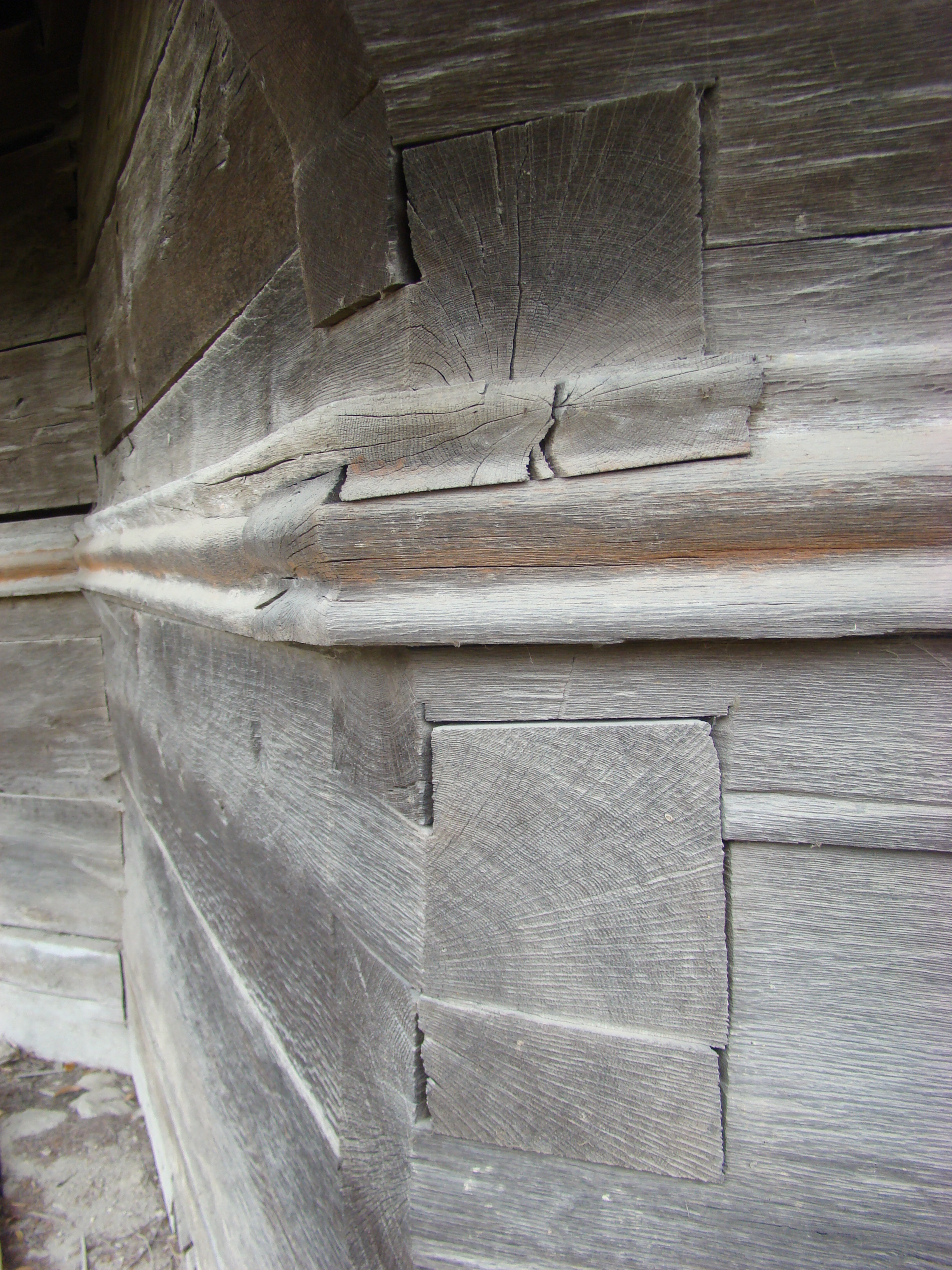
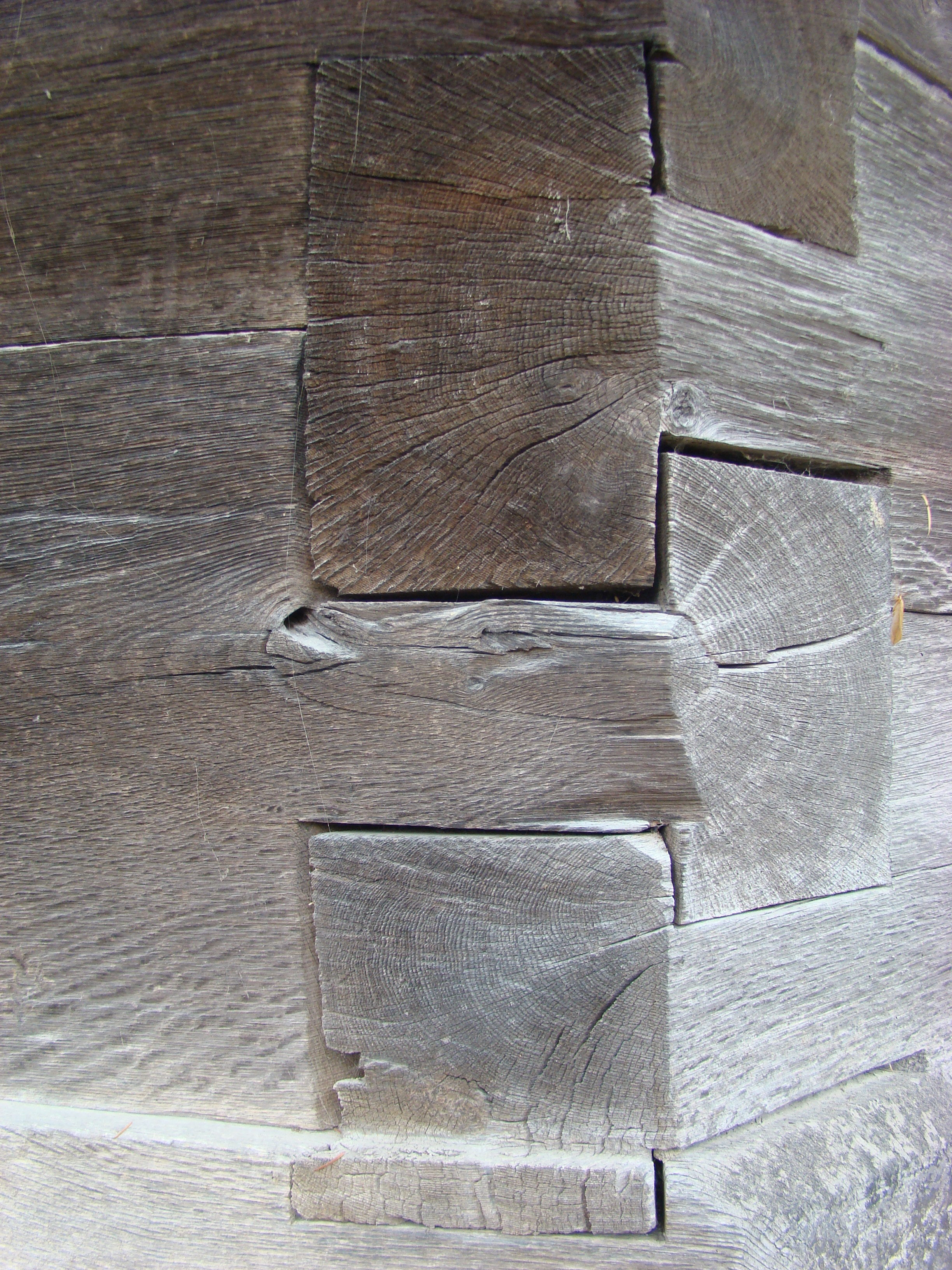
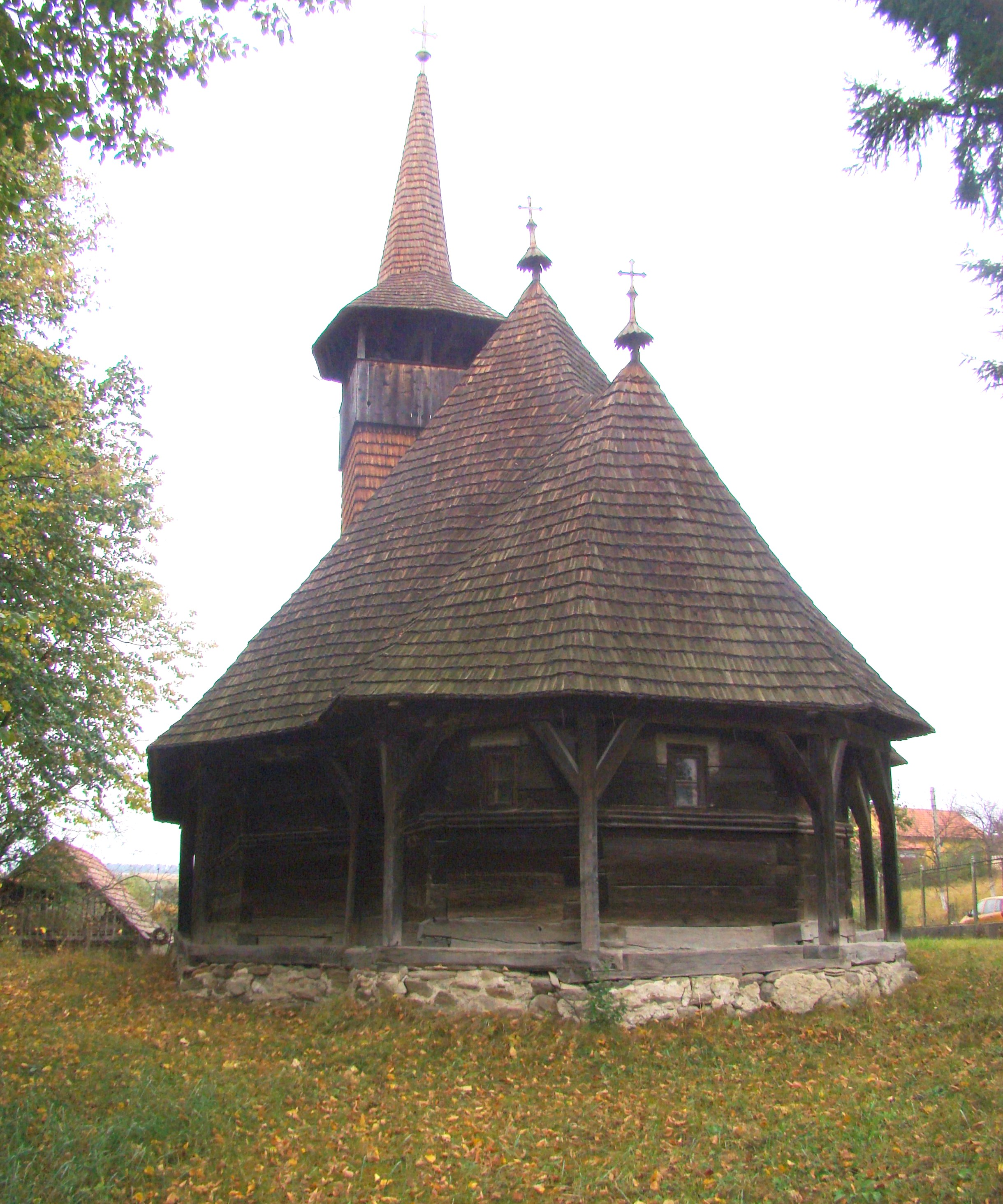
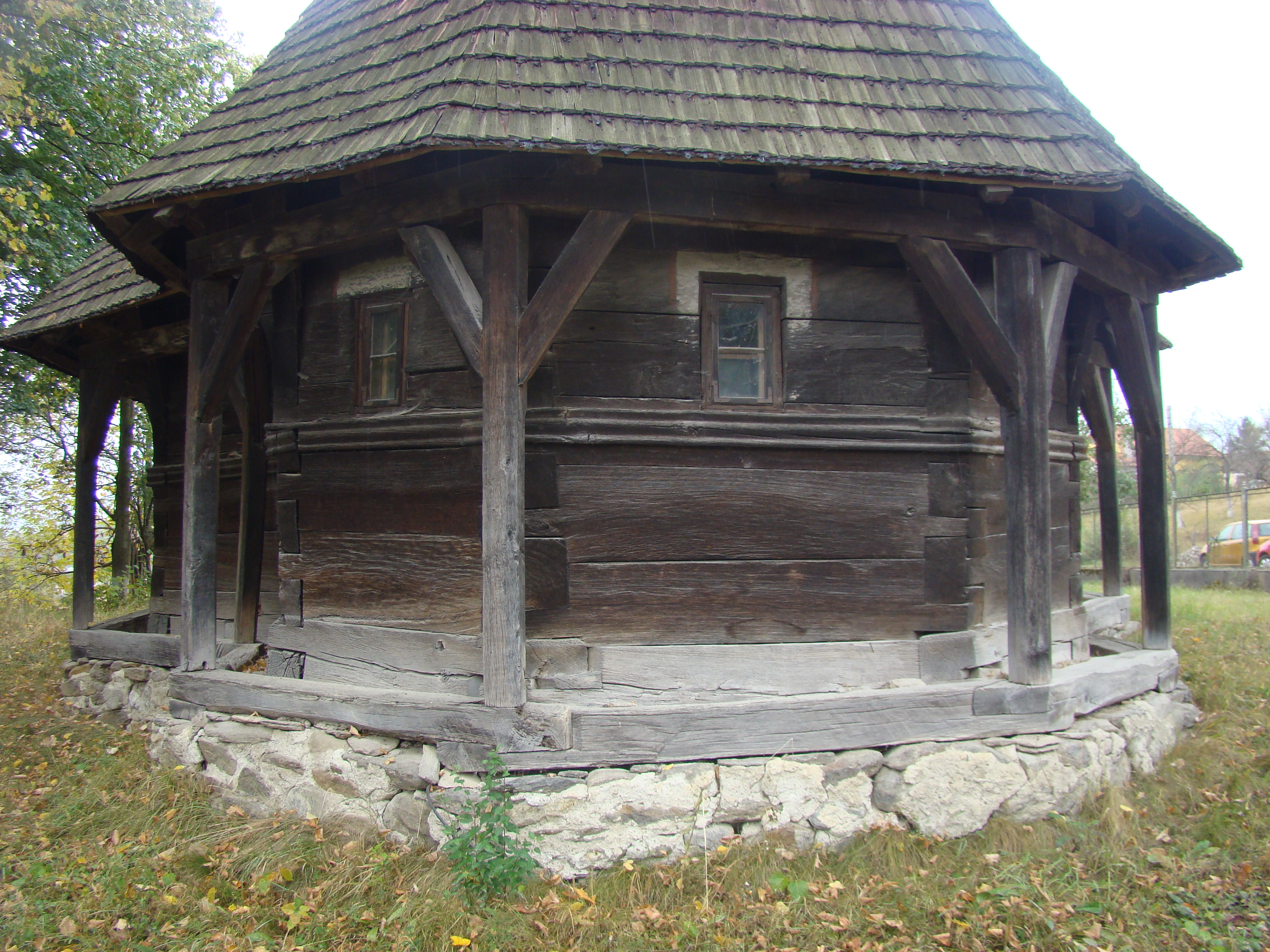
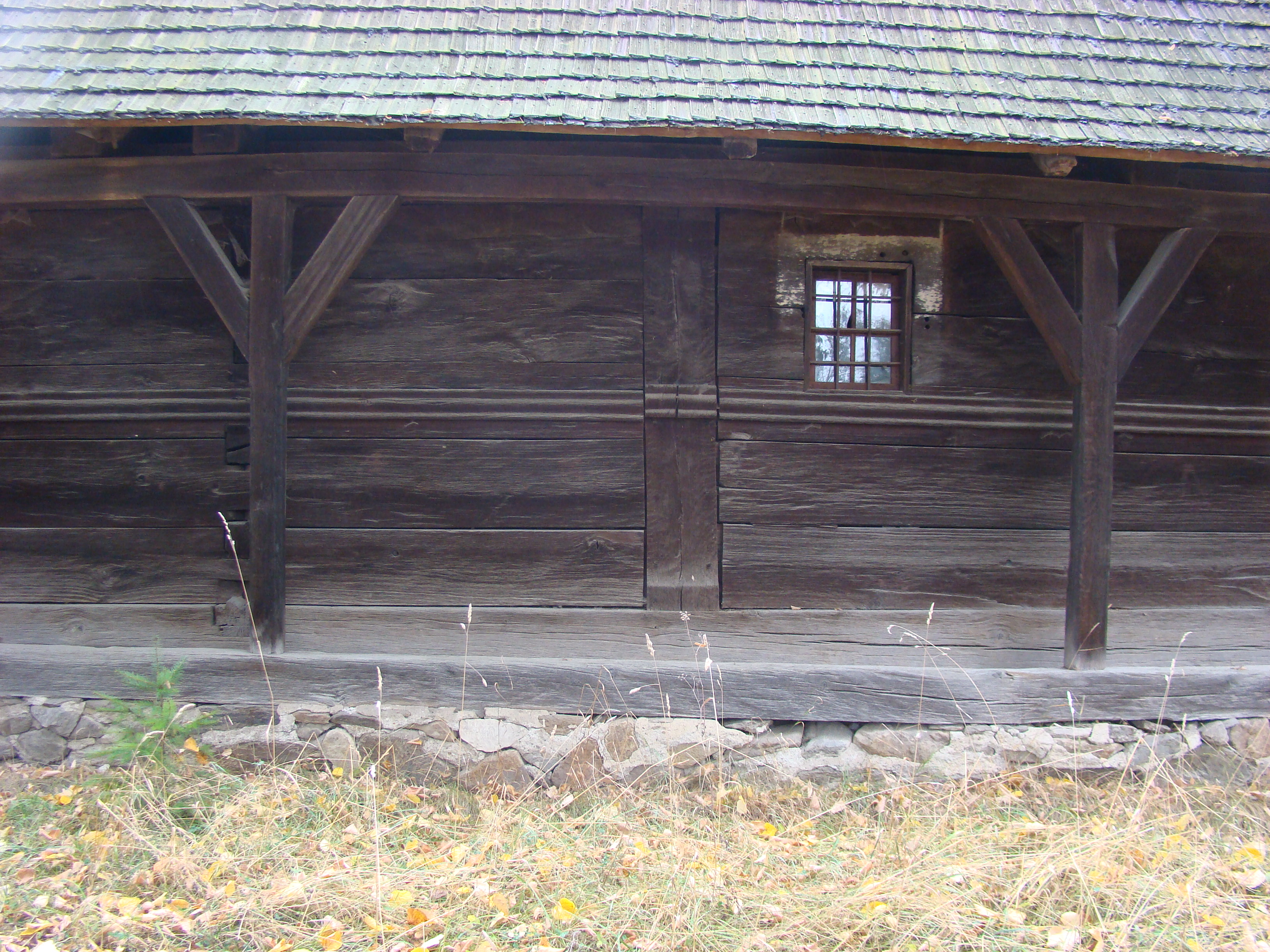

## Imagini din interior

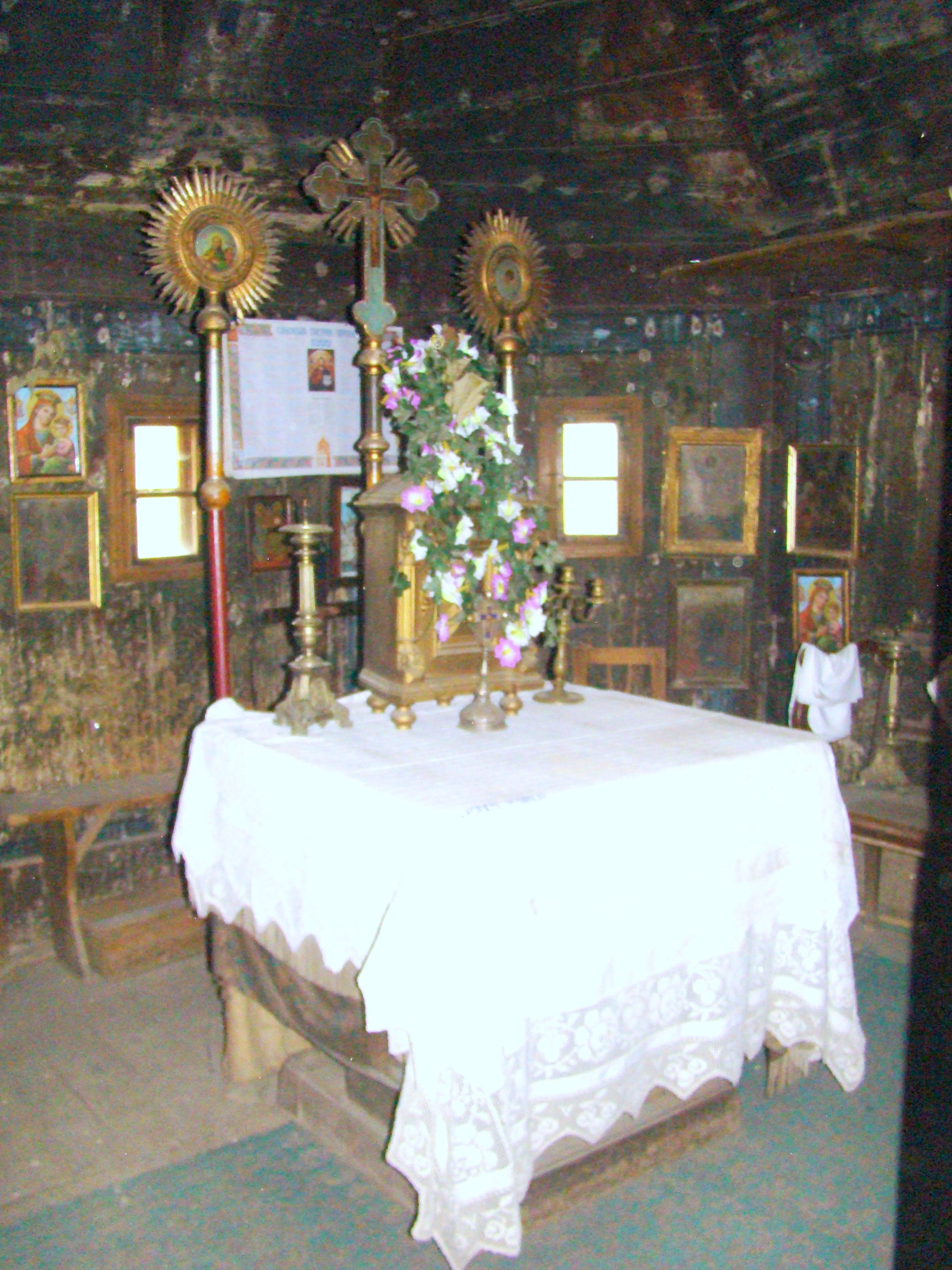
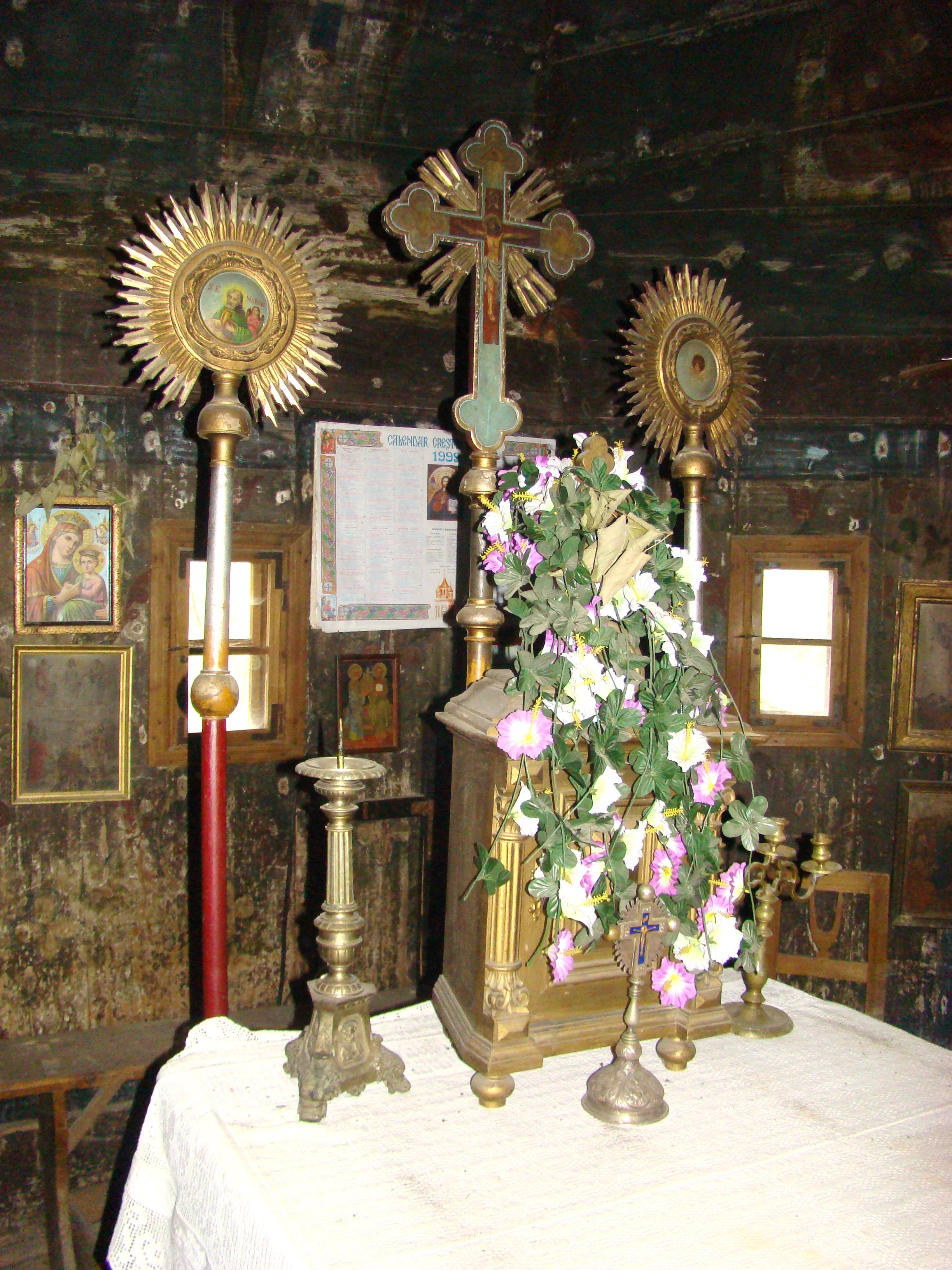
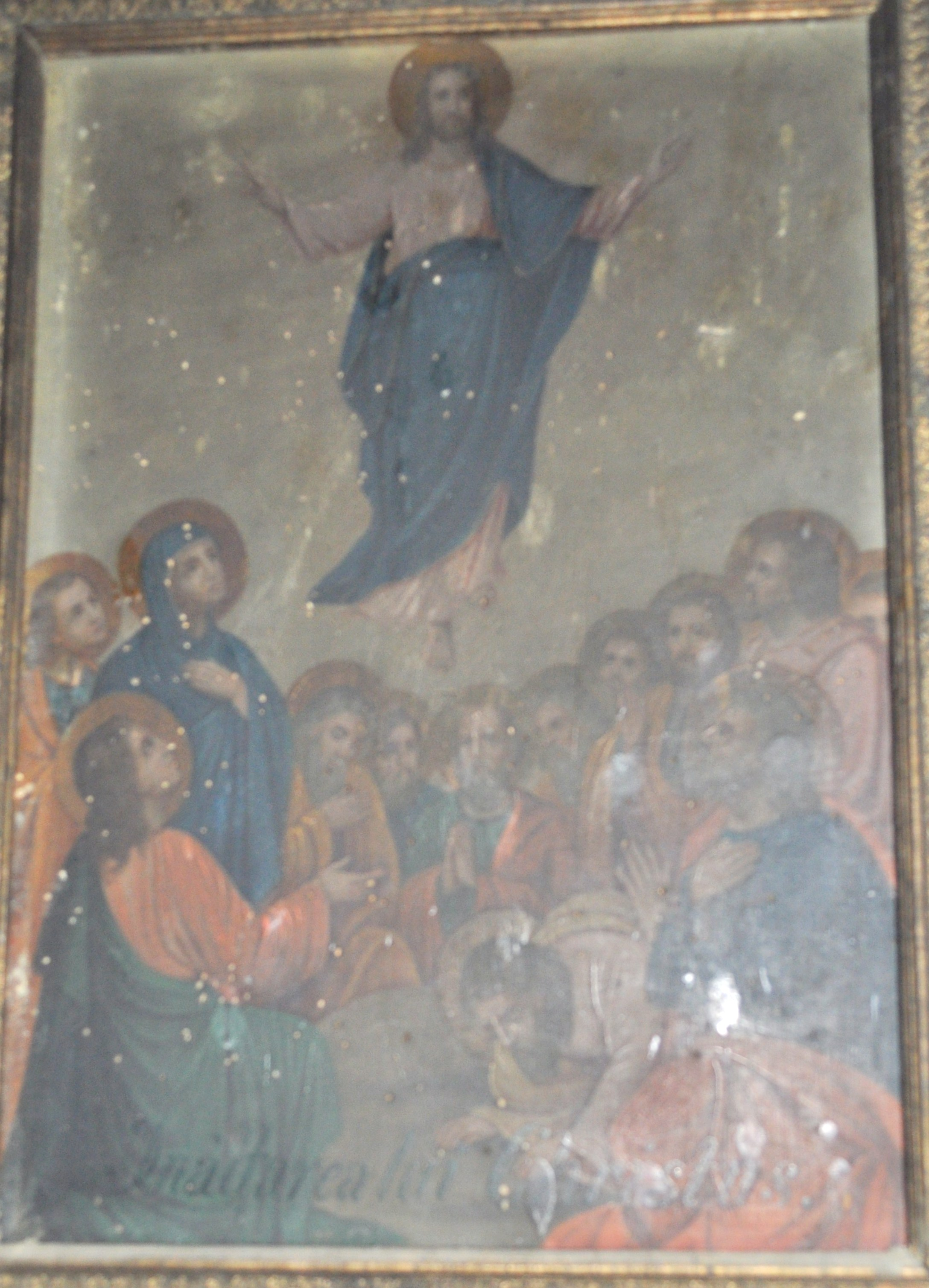
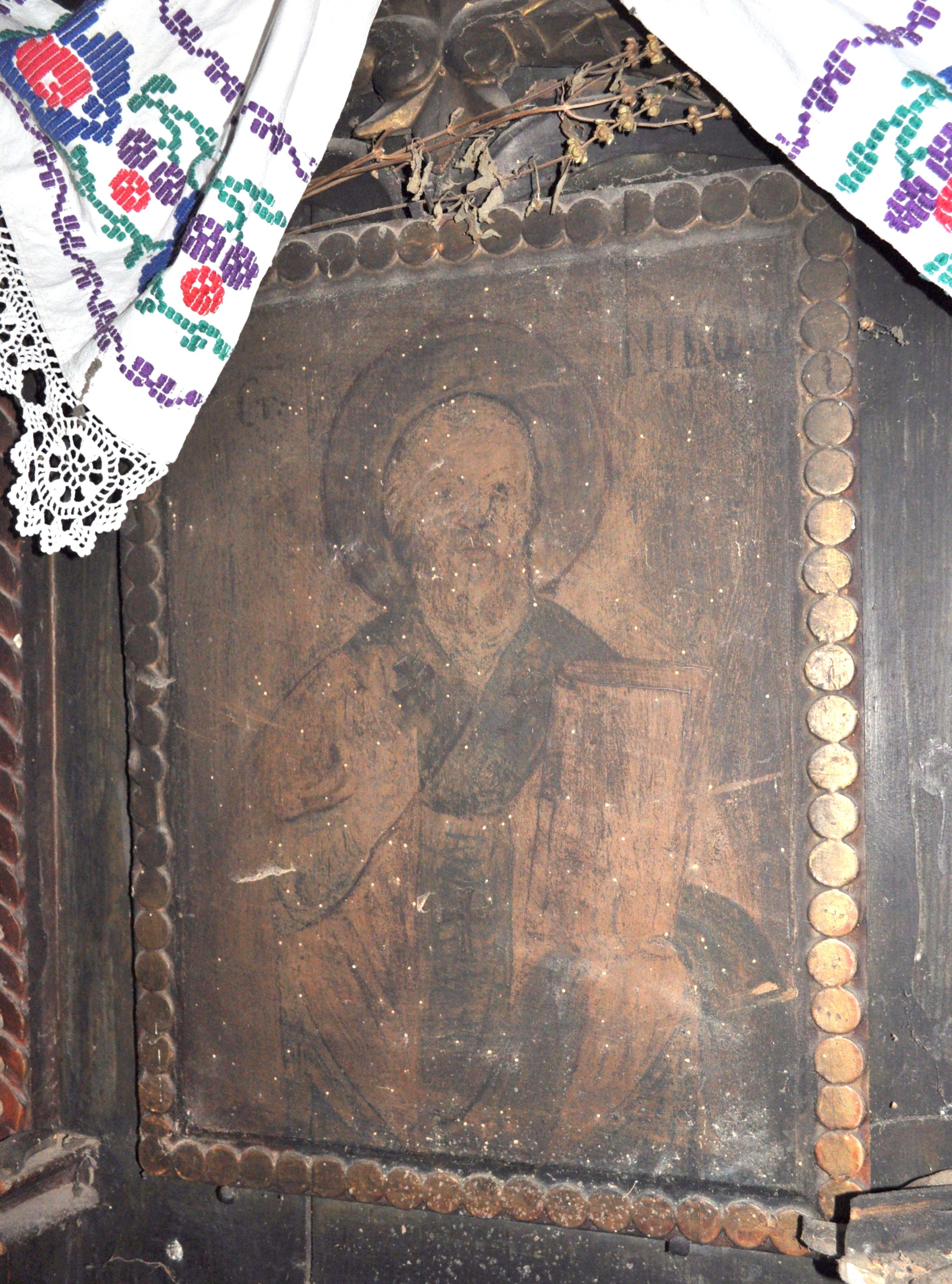
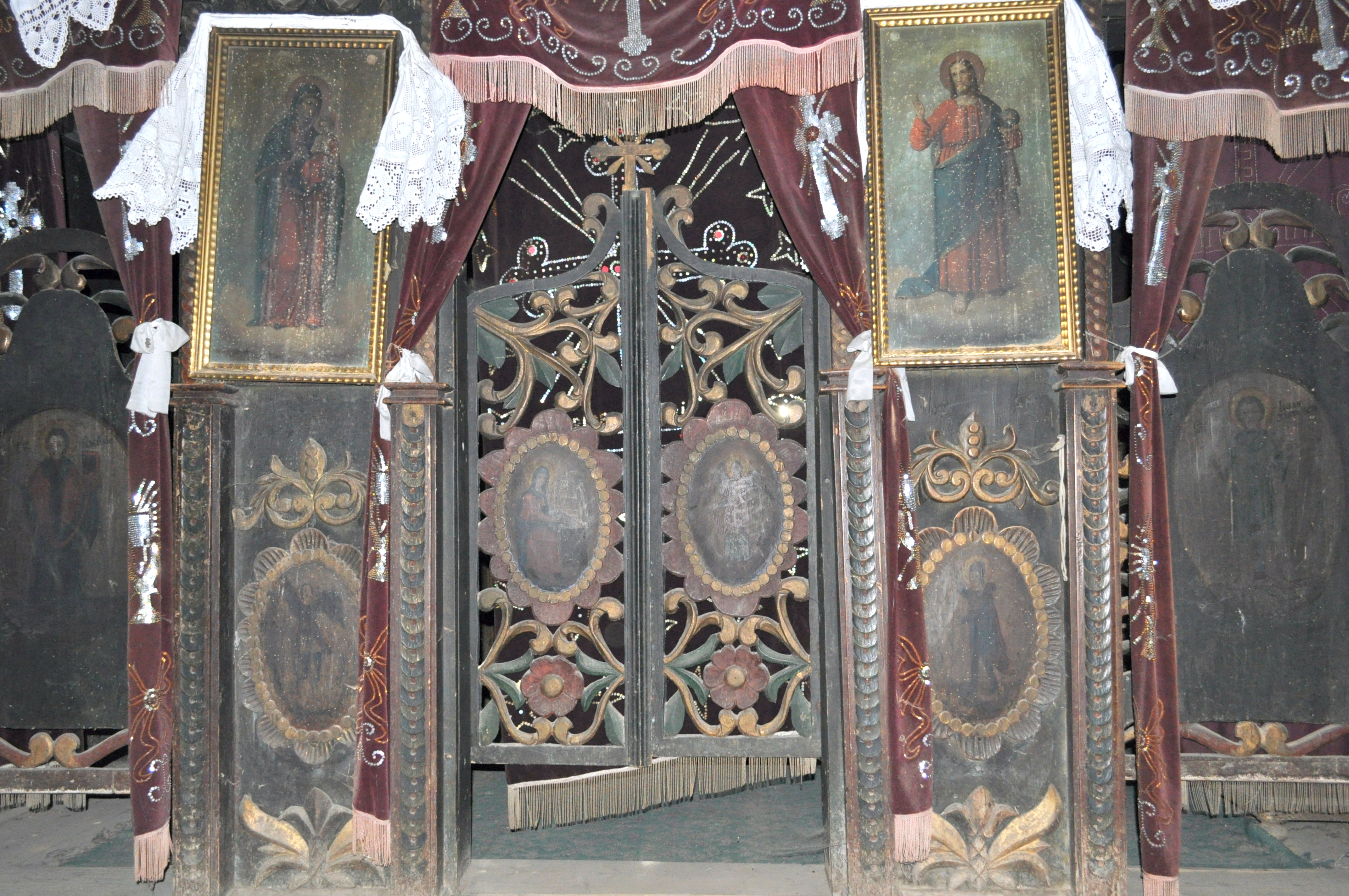
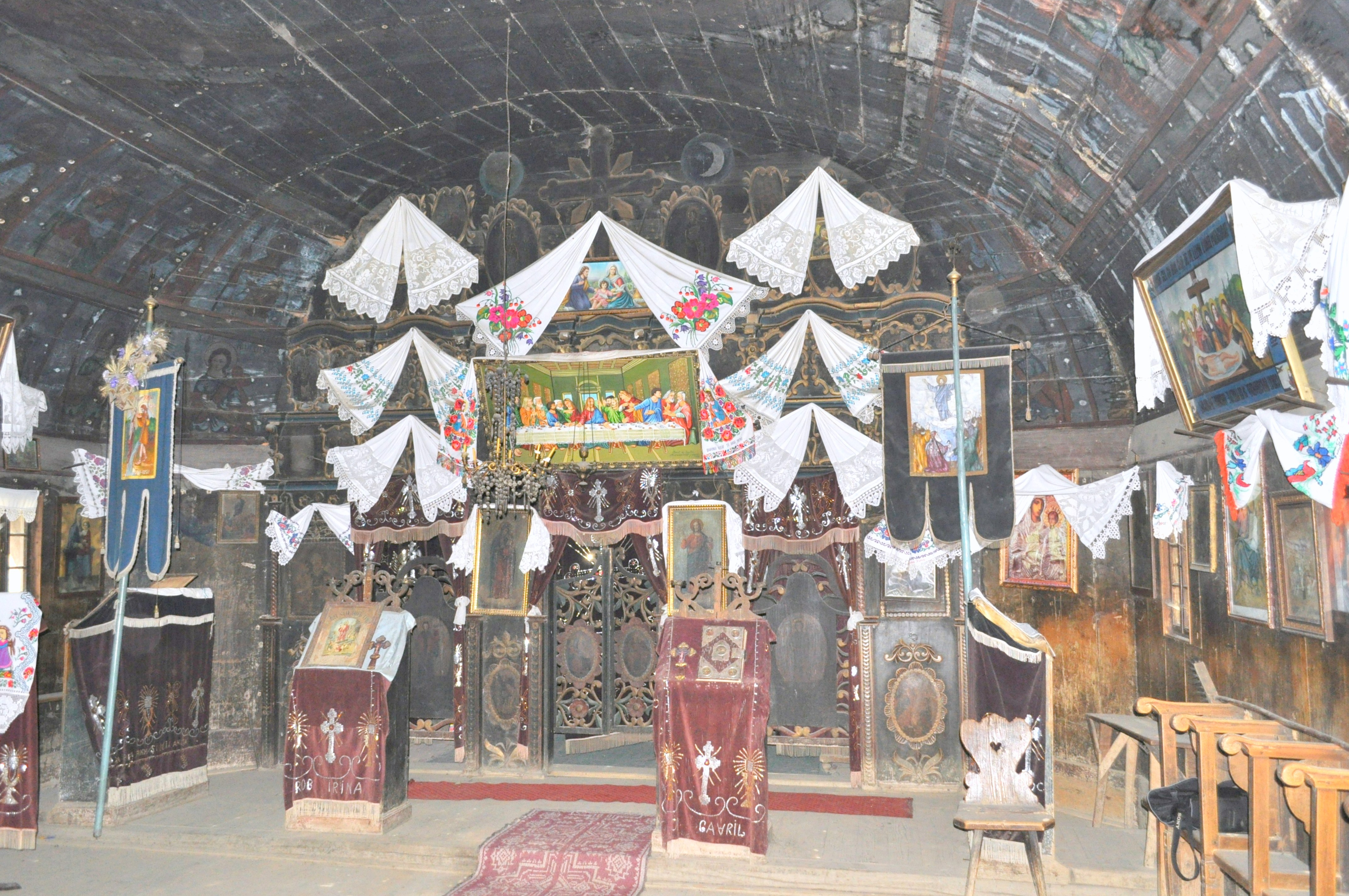
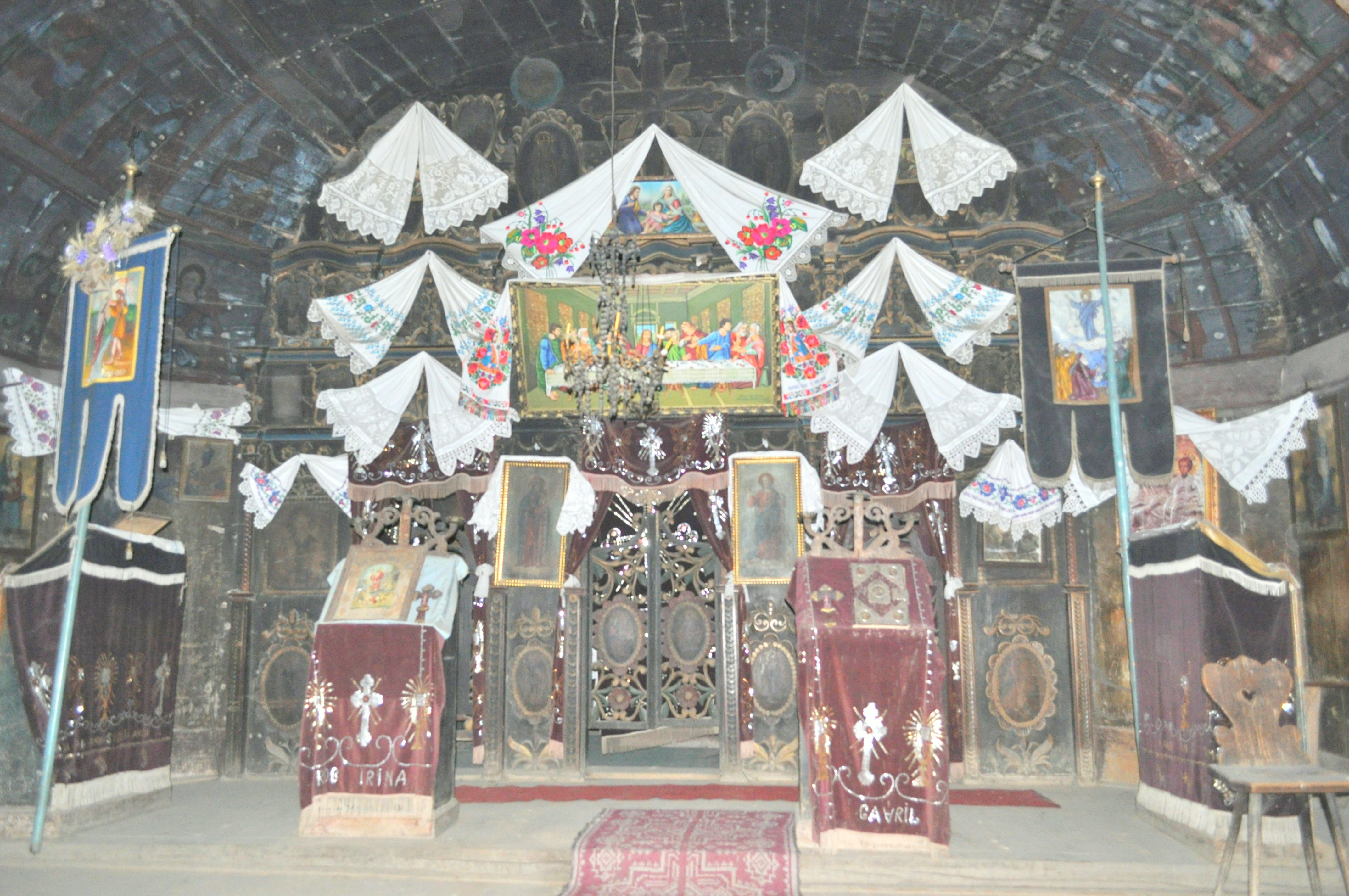
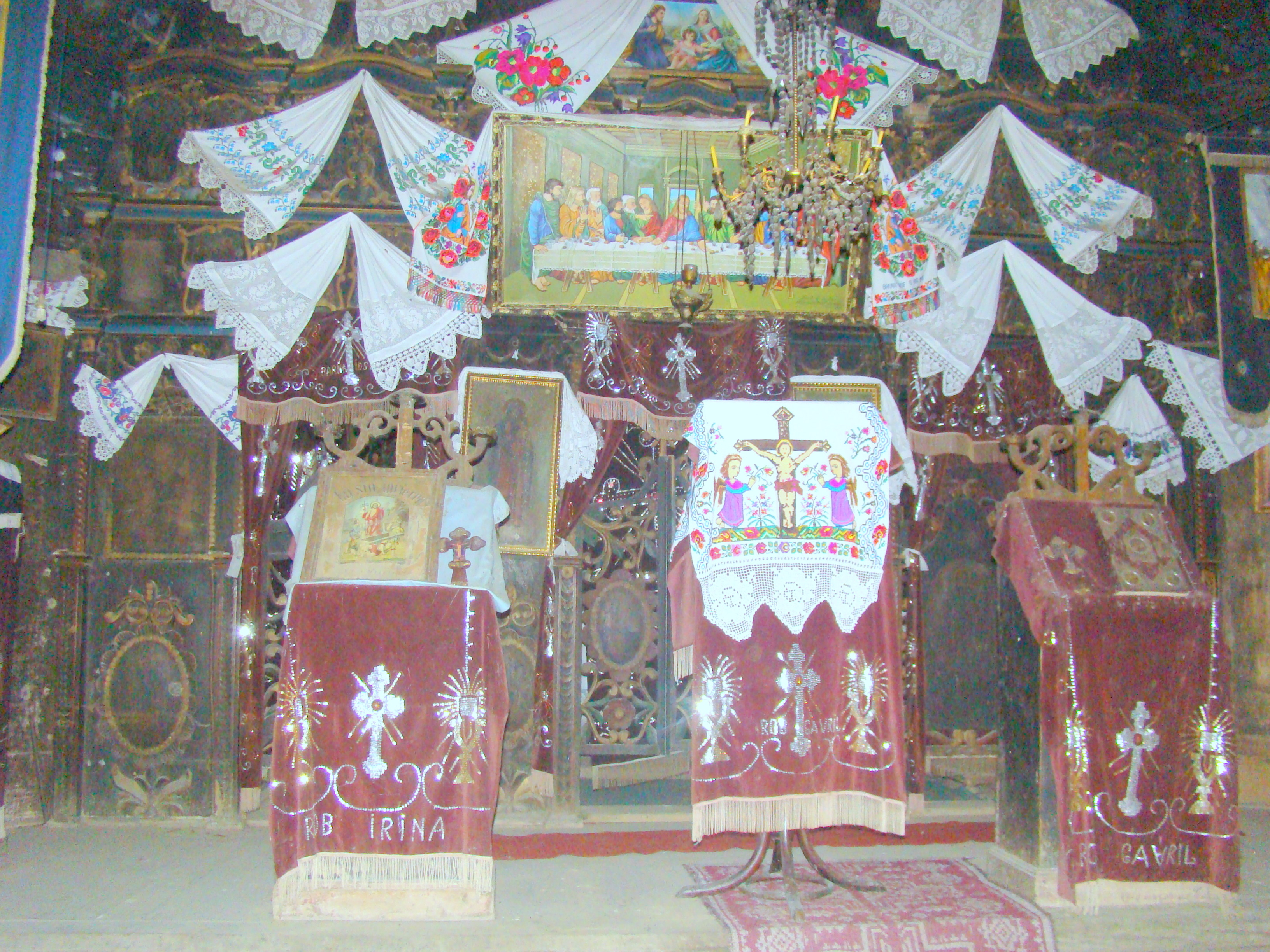
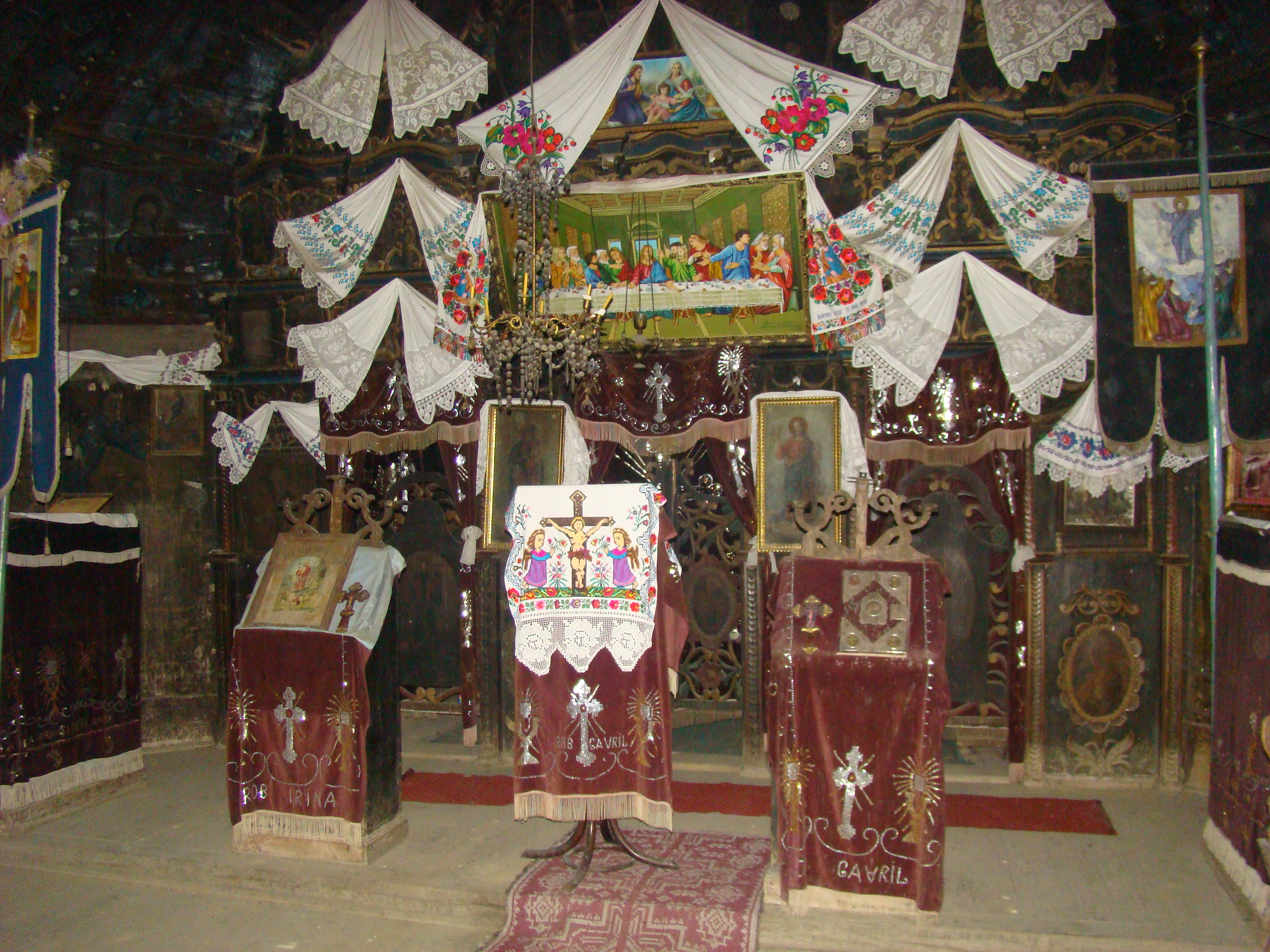
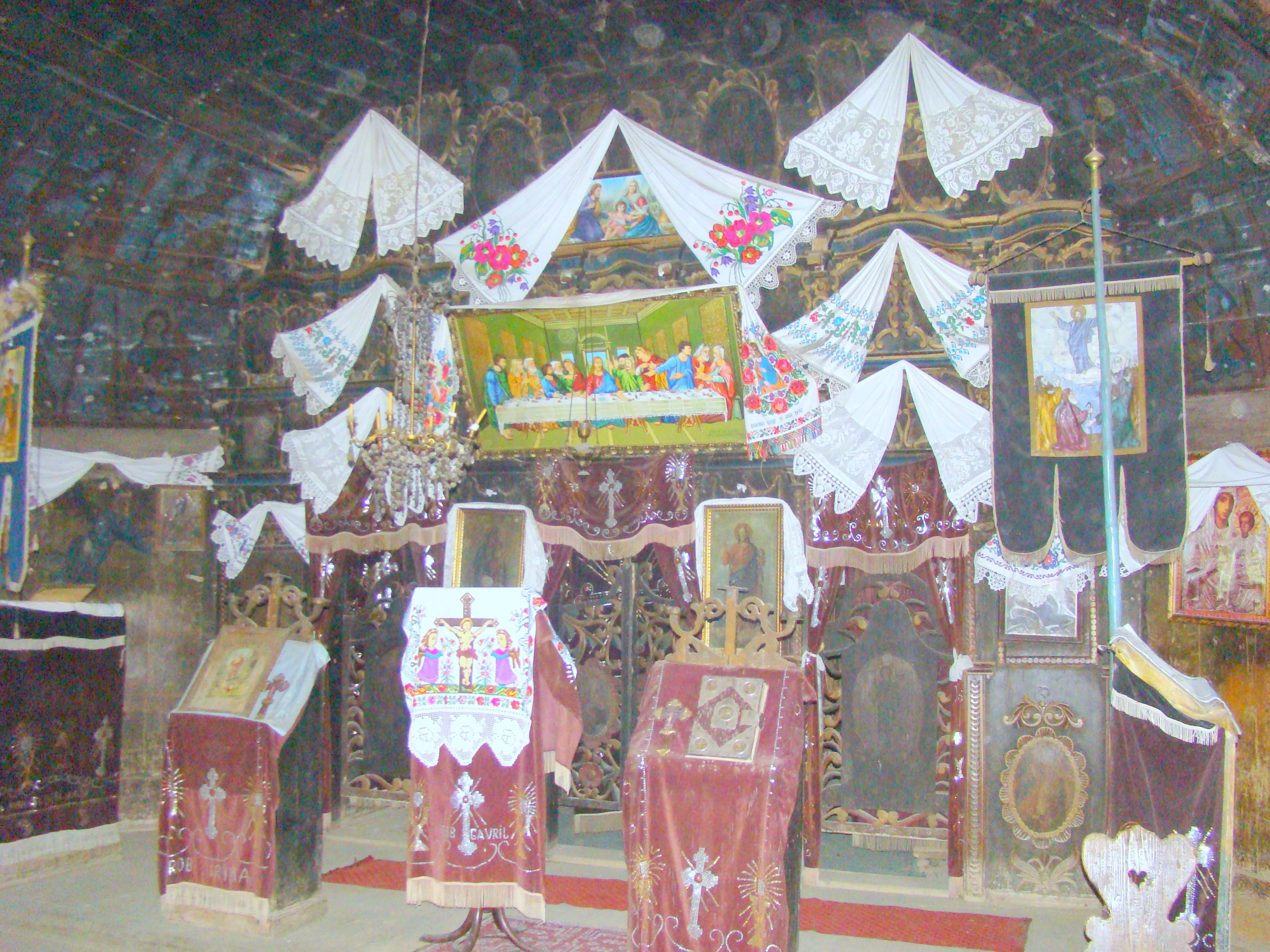
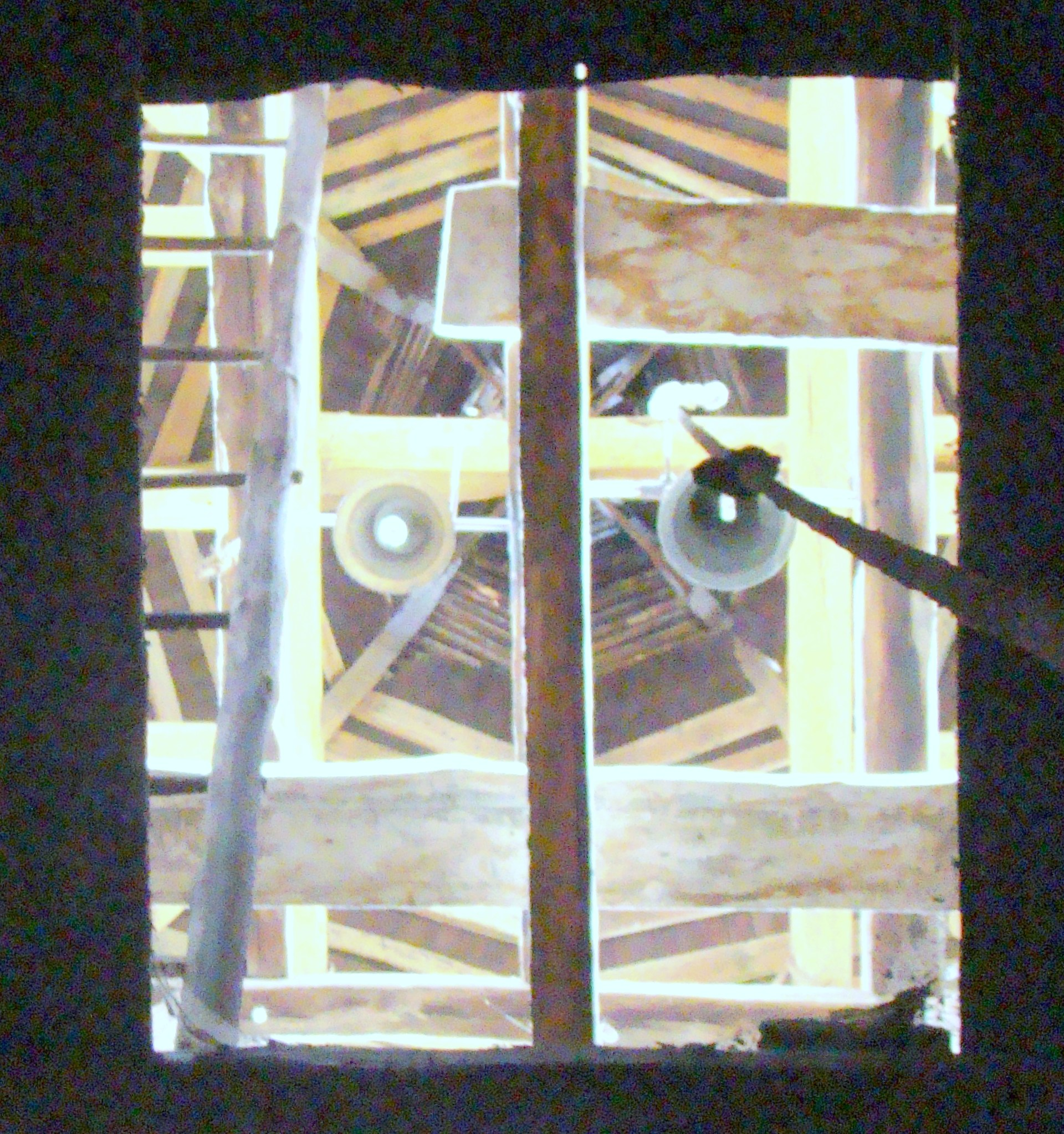
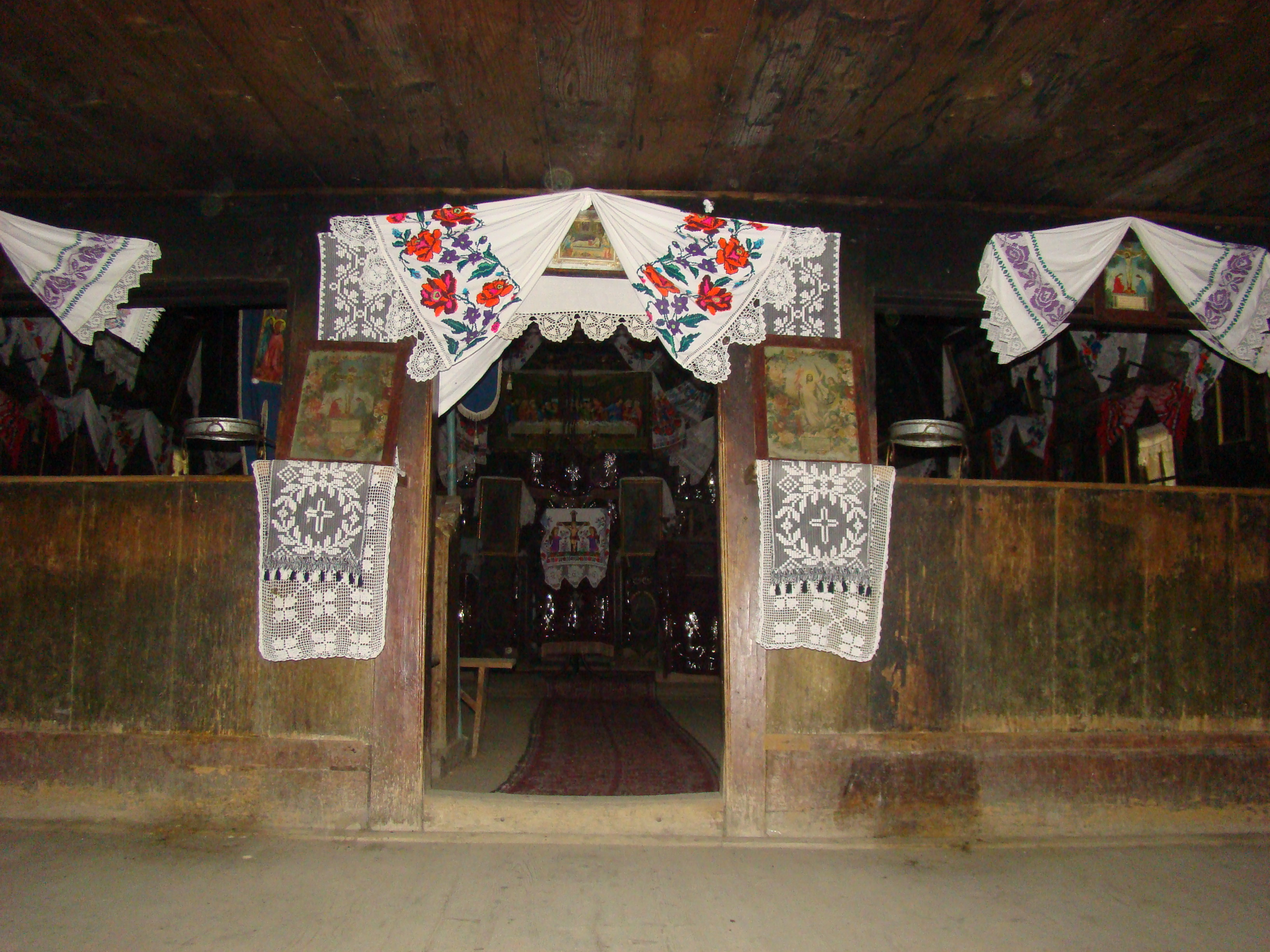
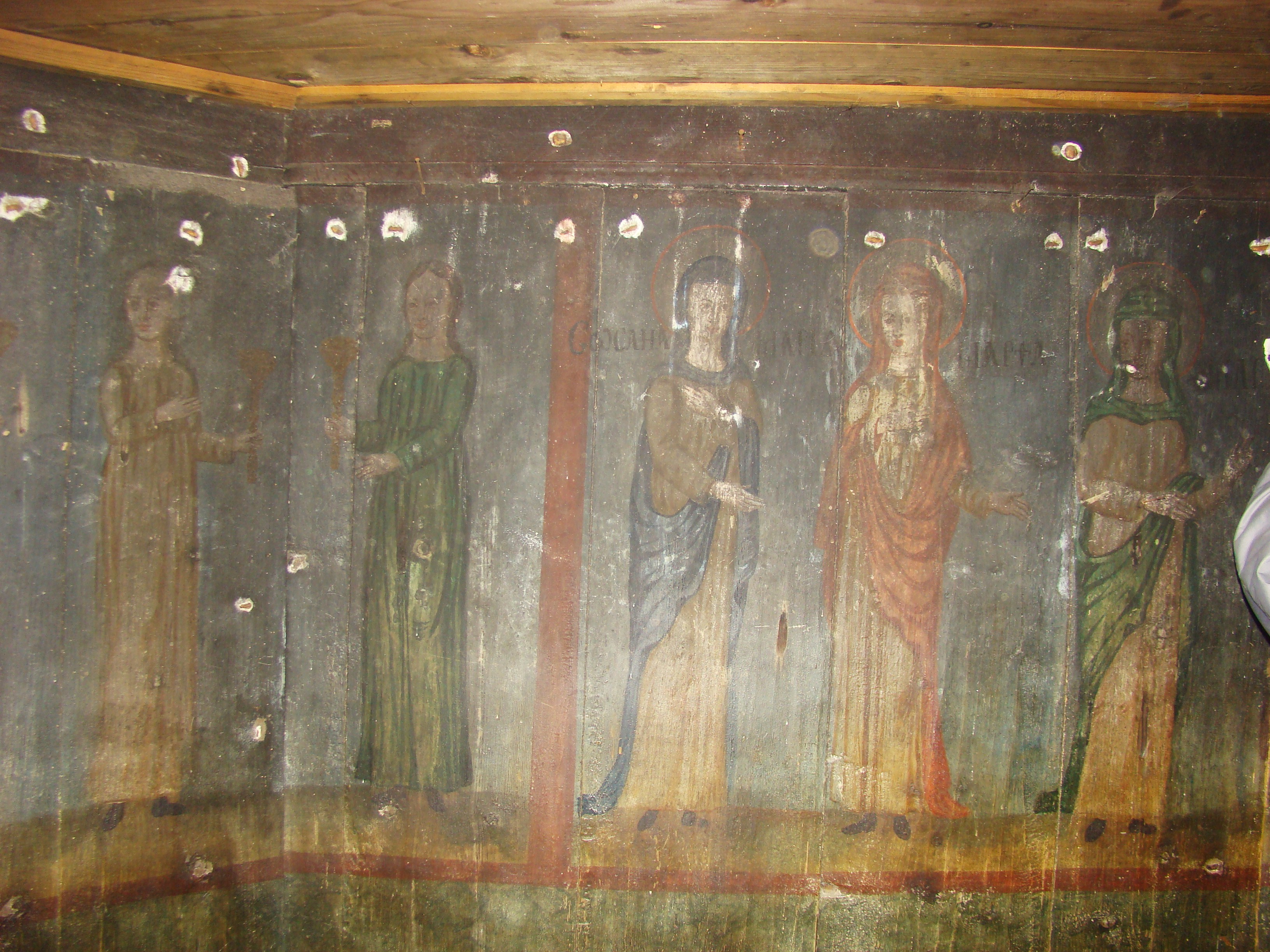
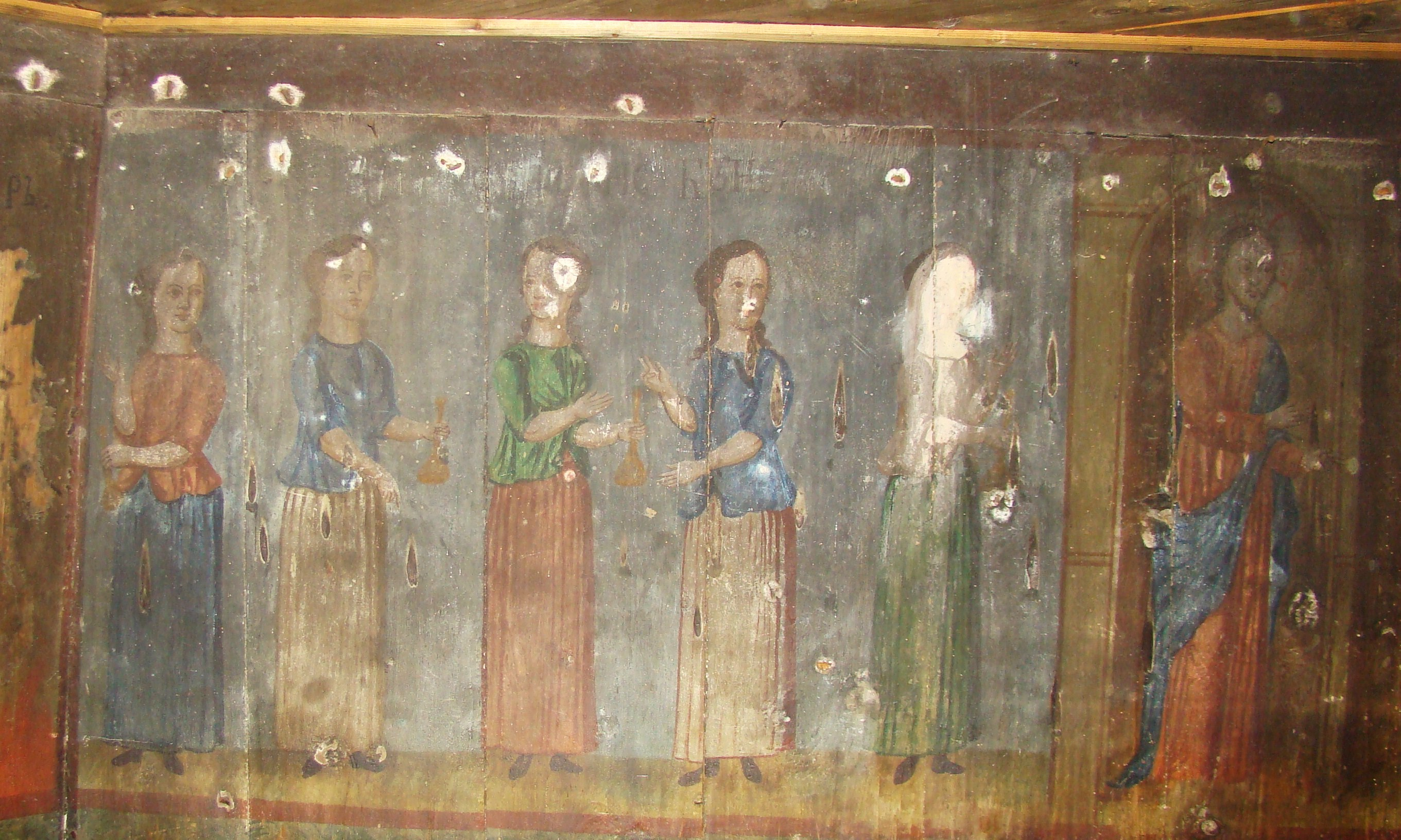
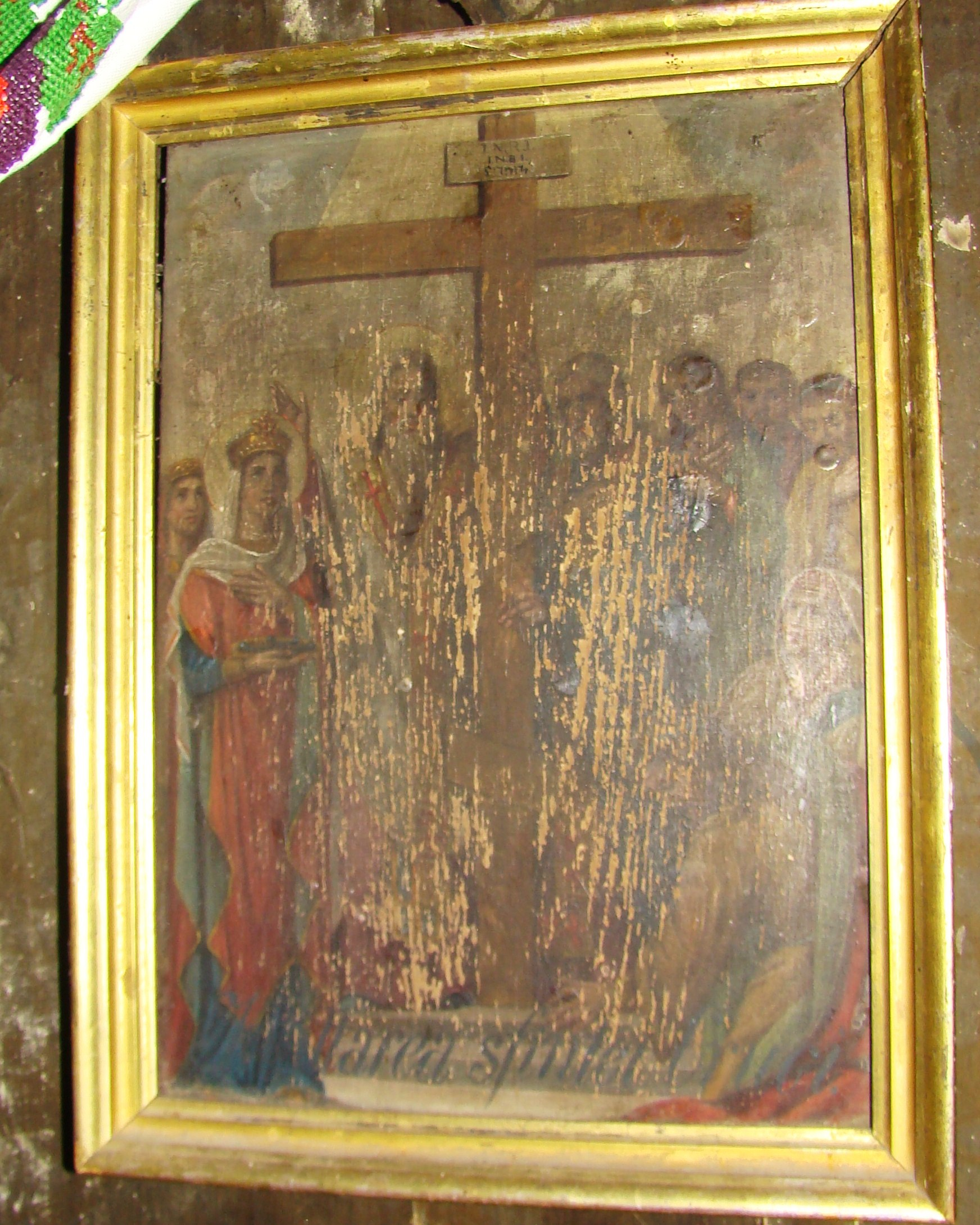
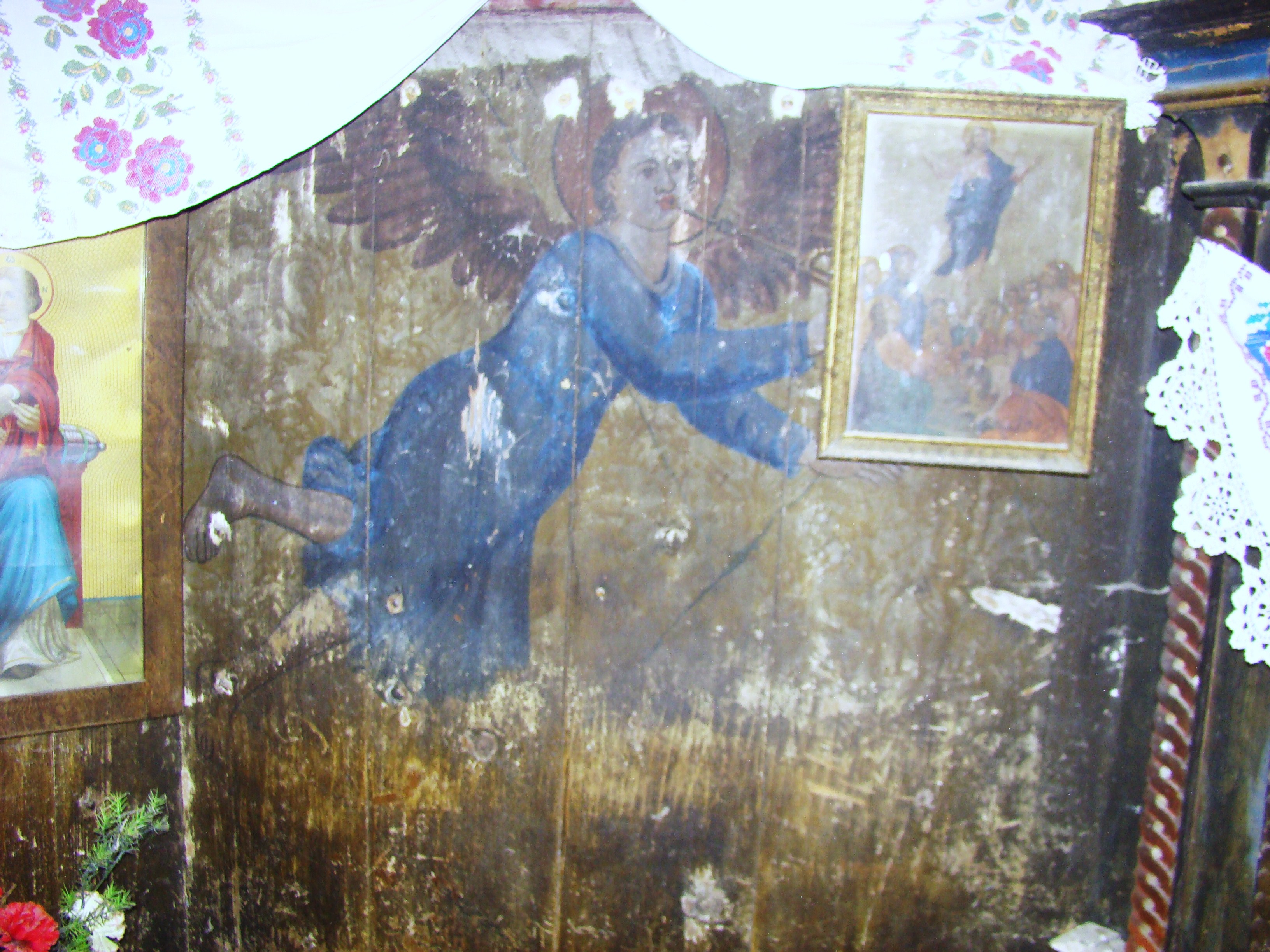
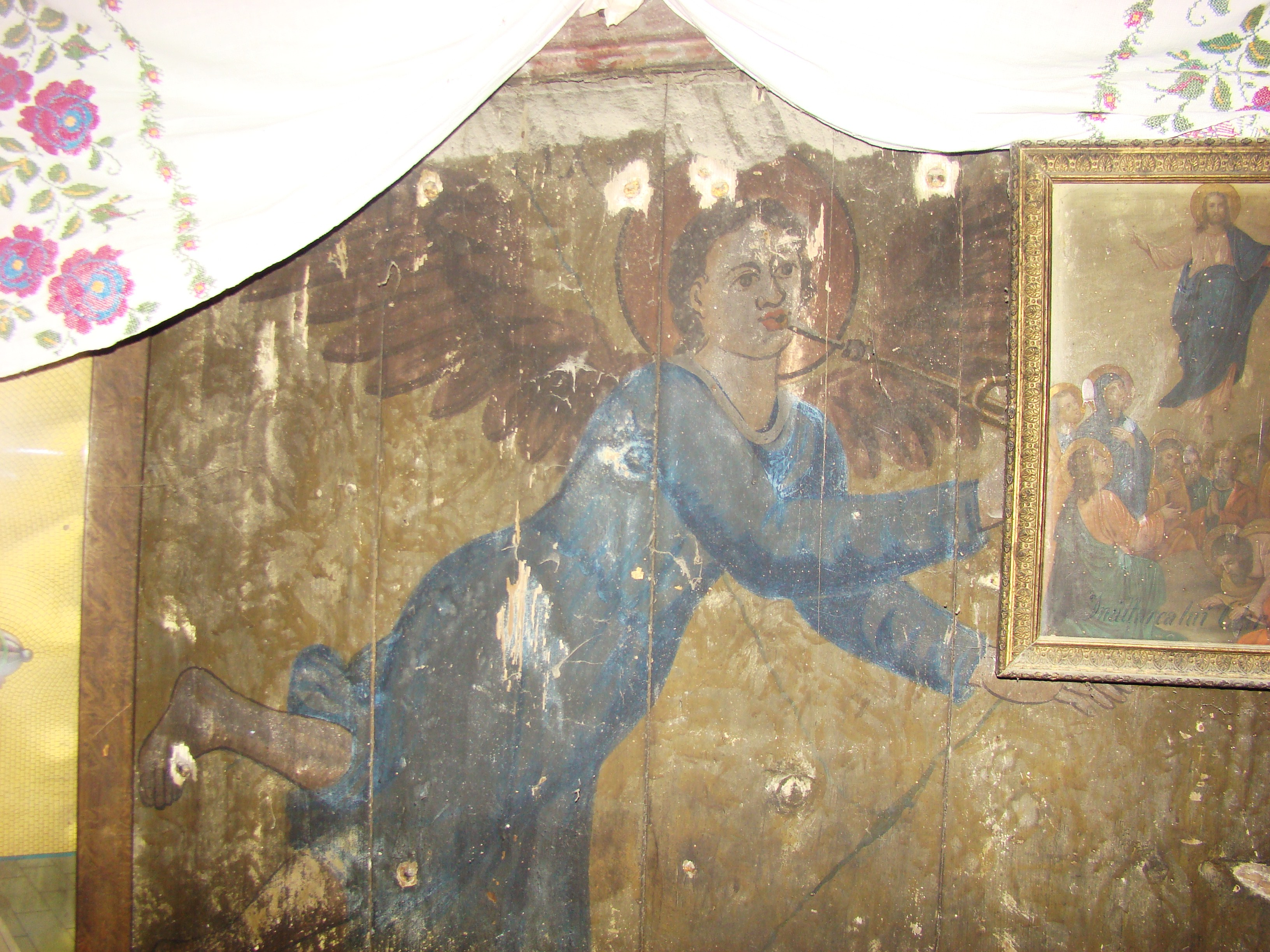
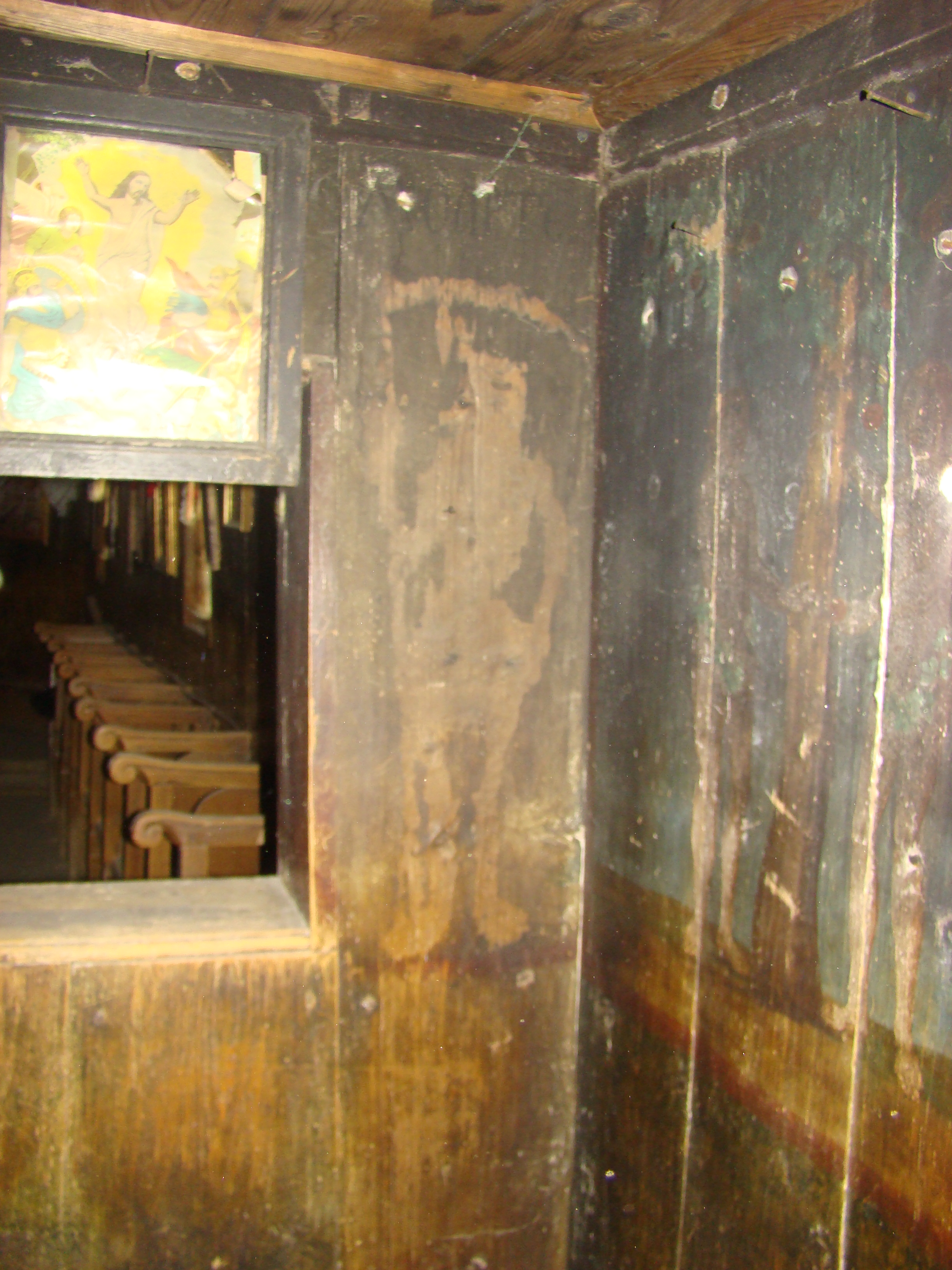
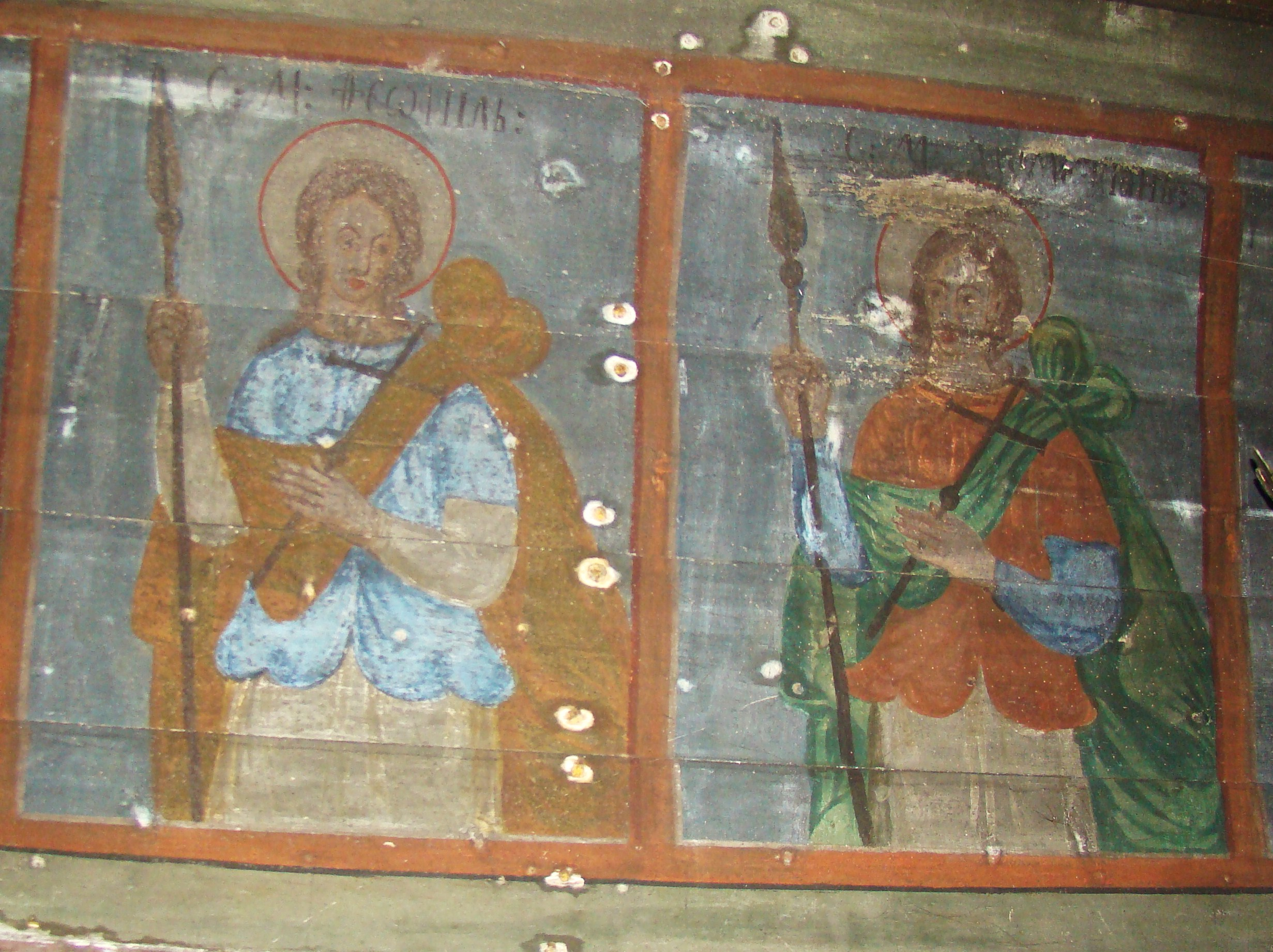
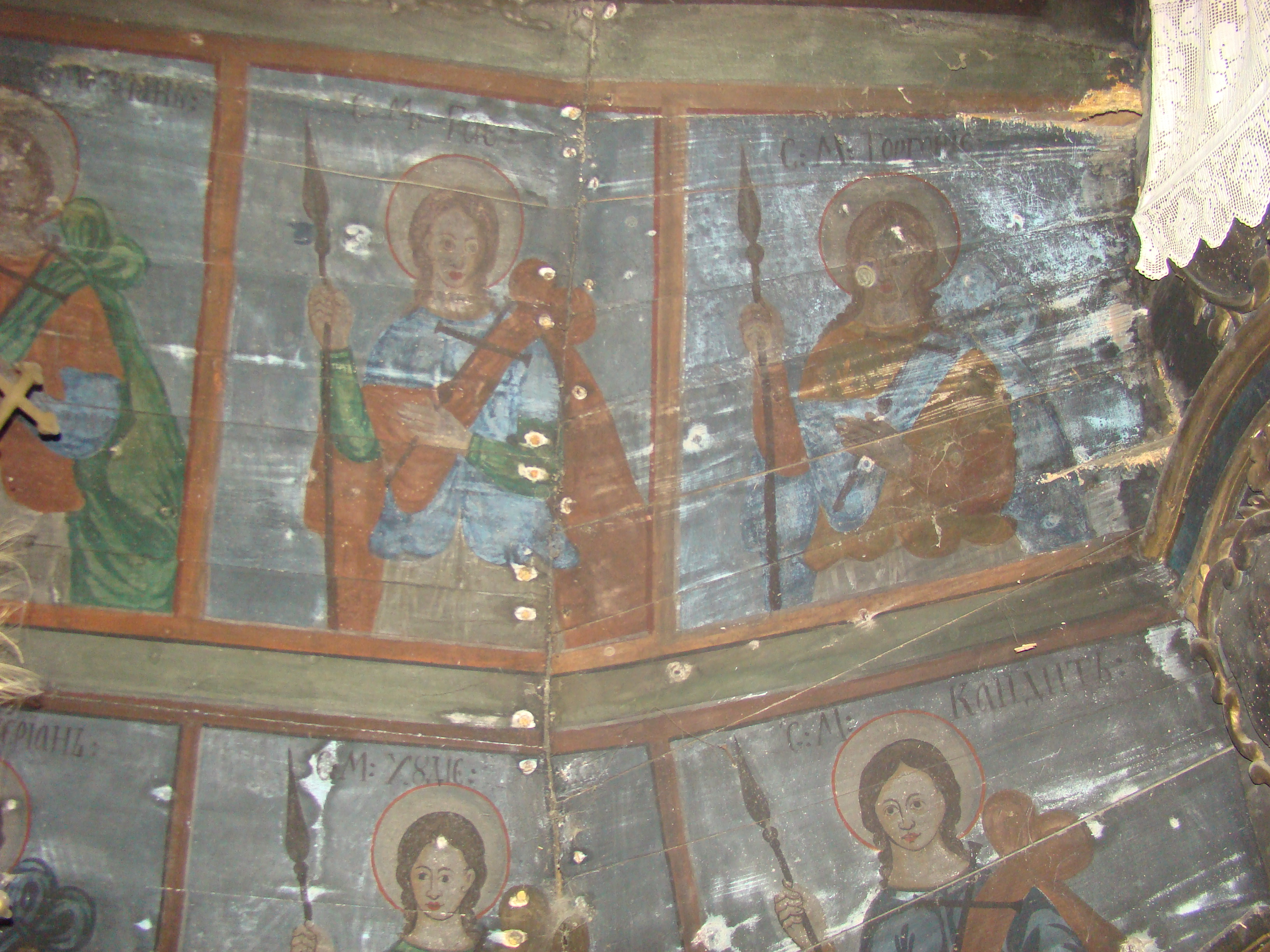
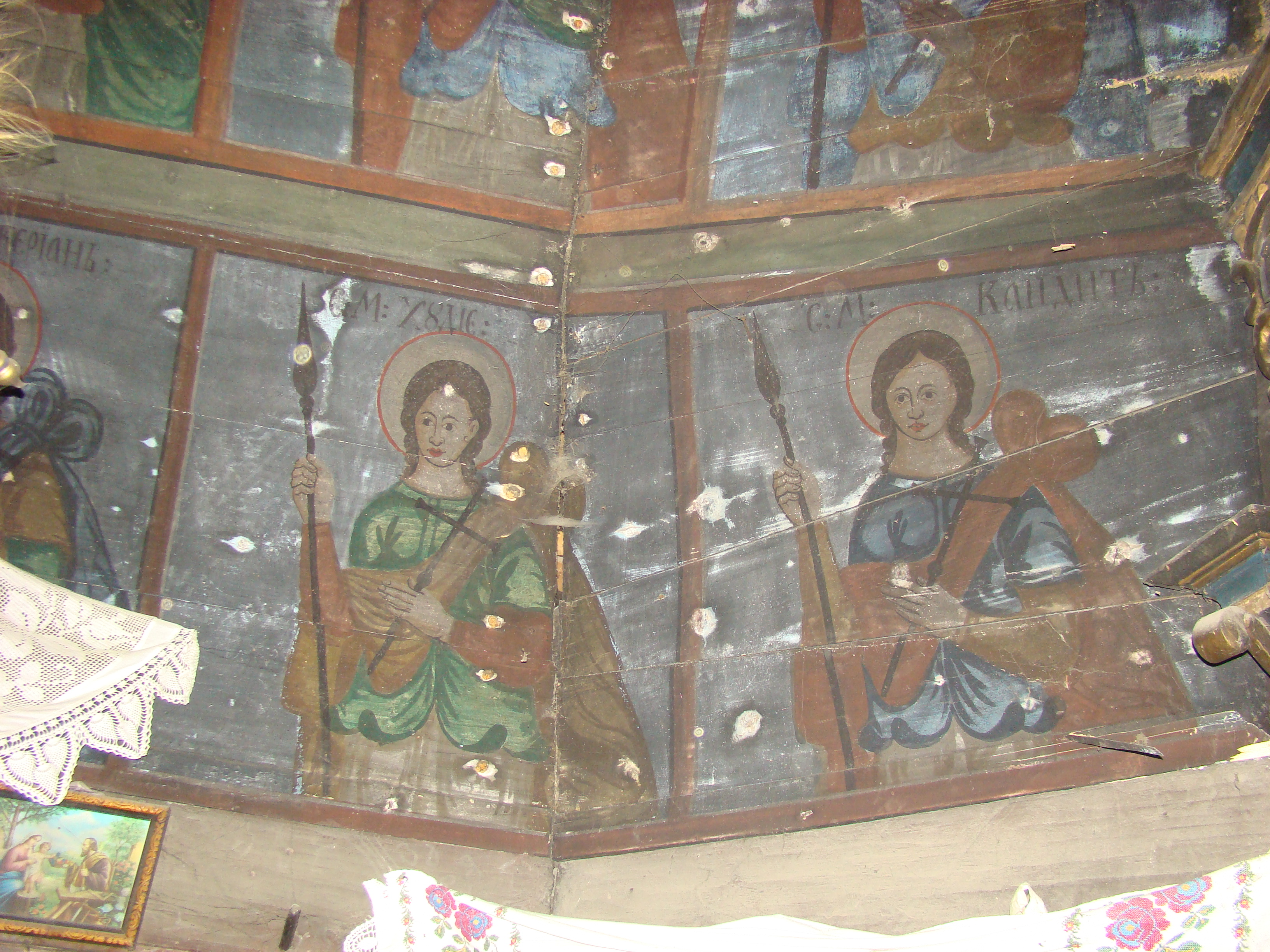
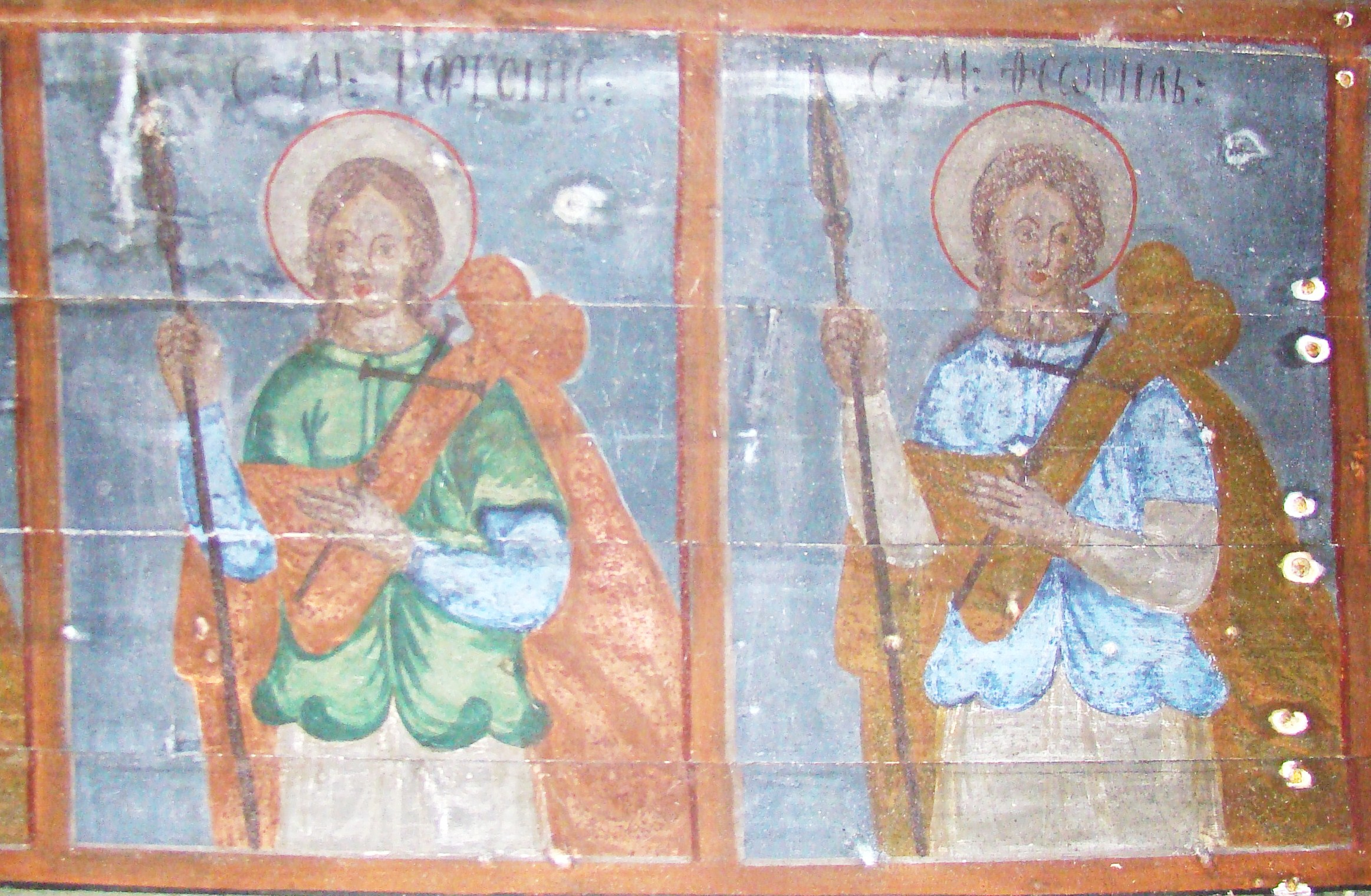
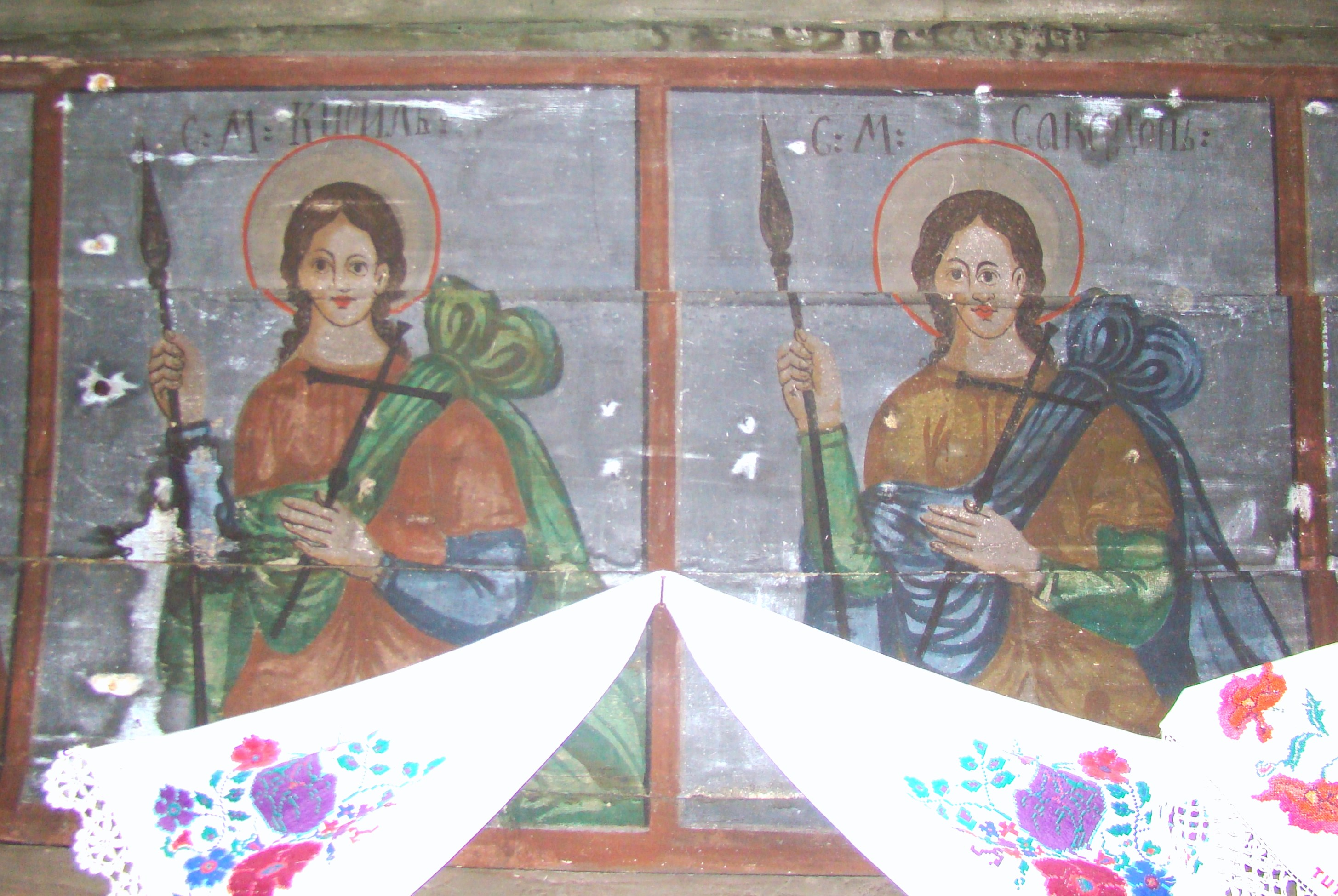
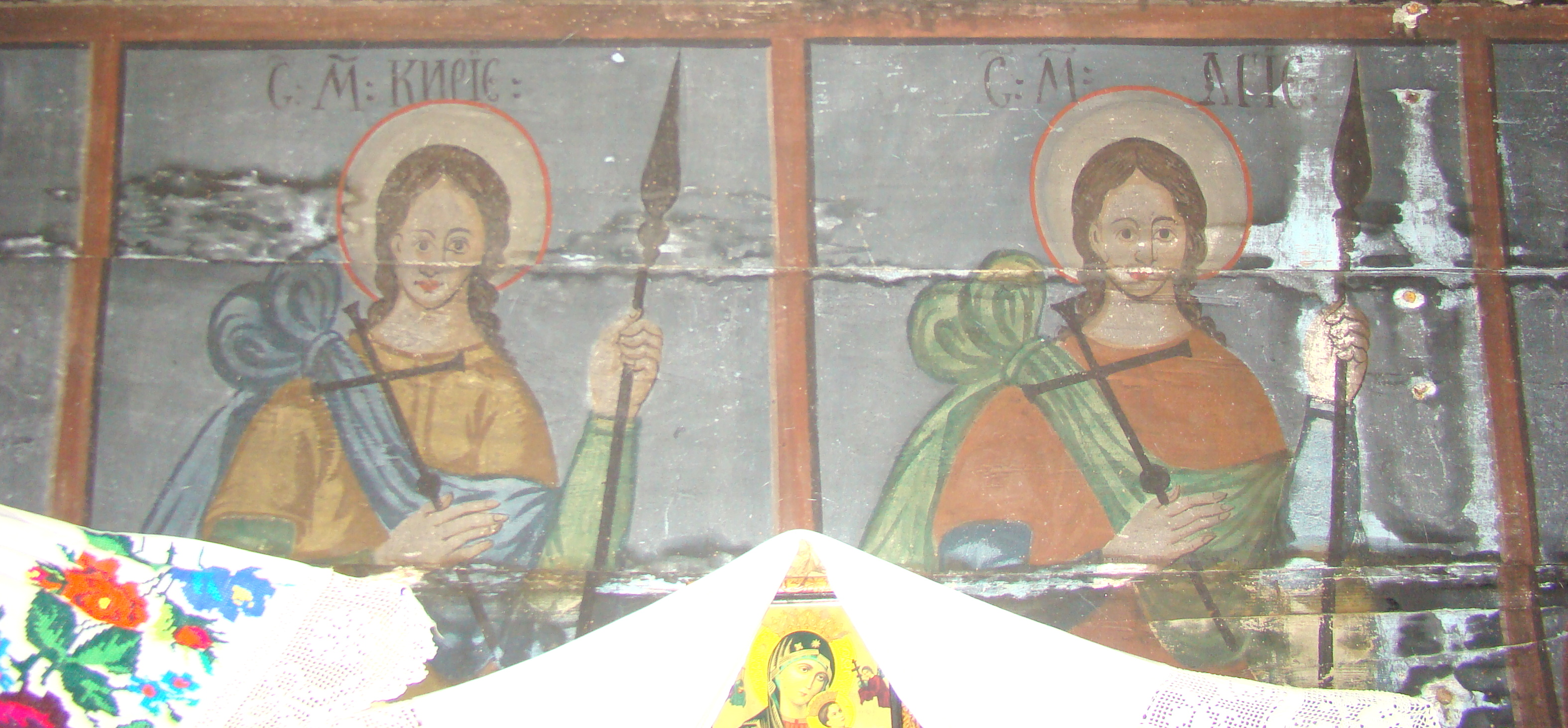
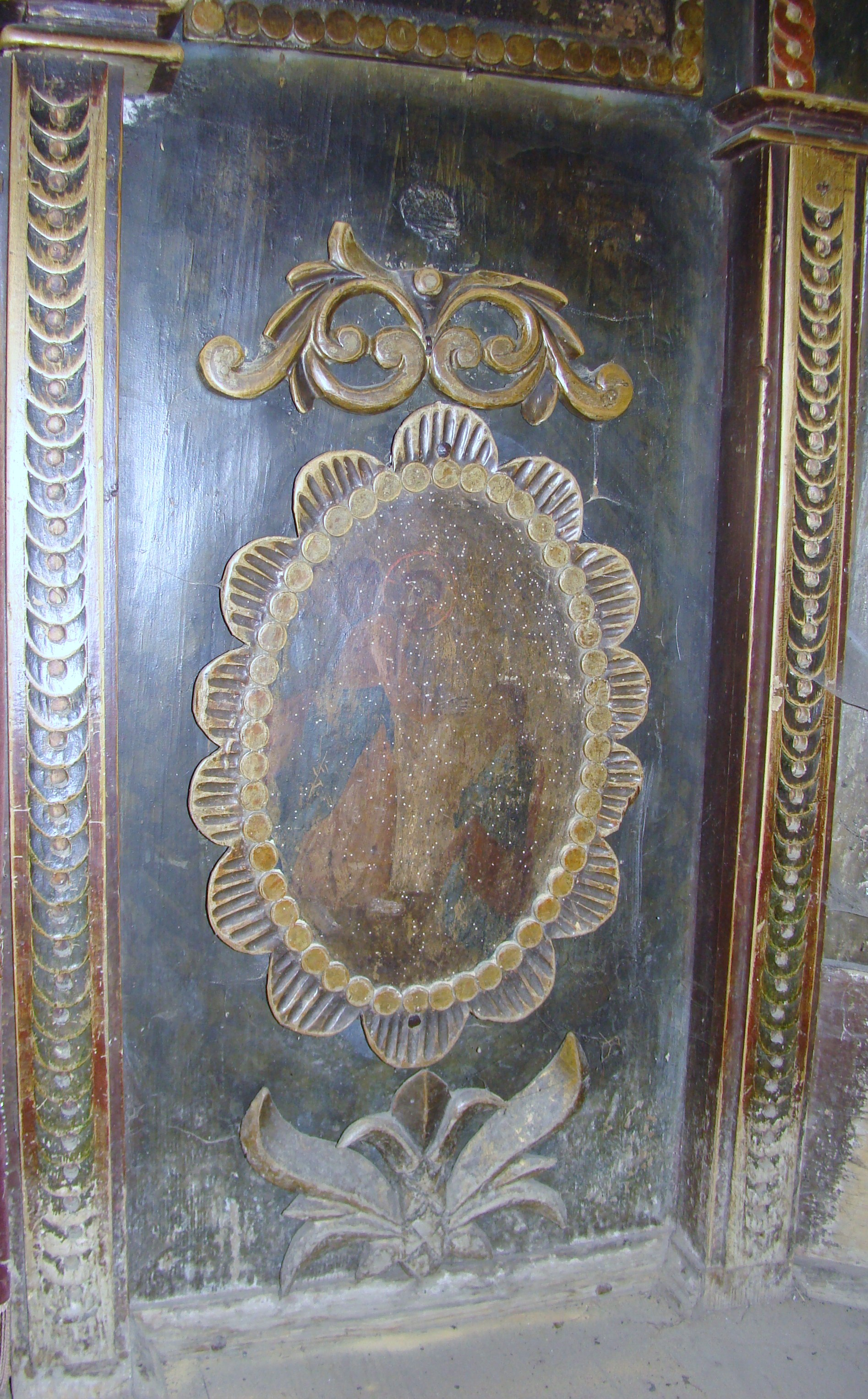
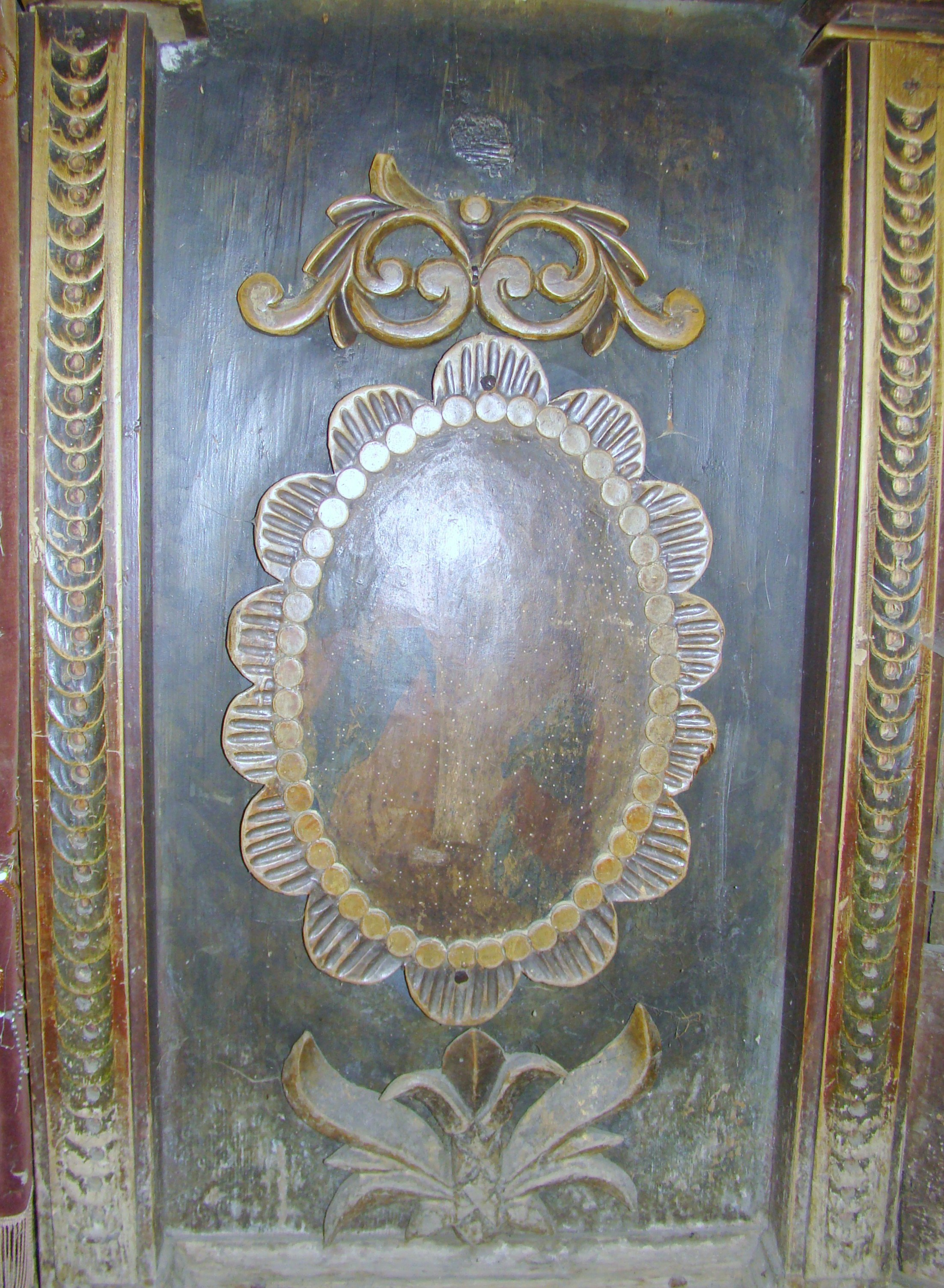
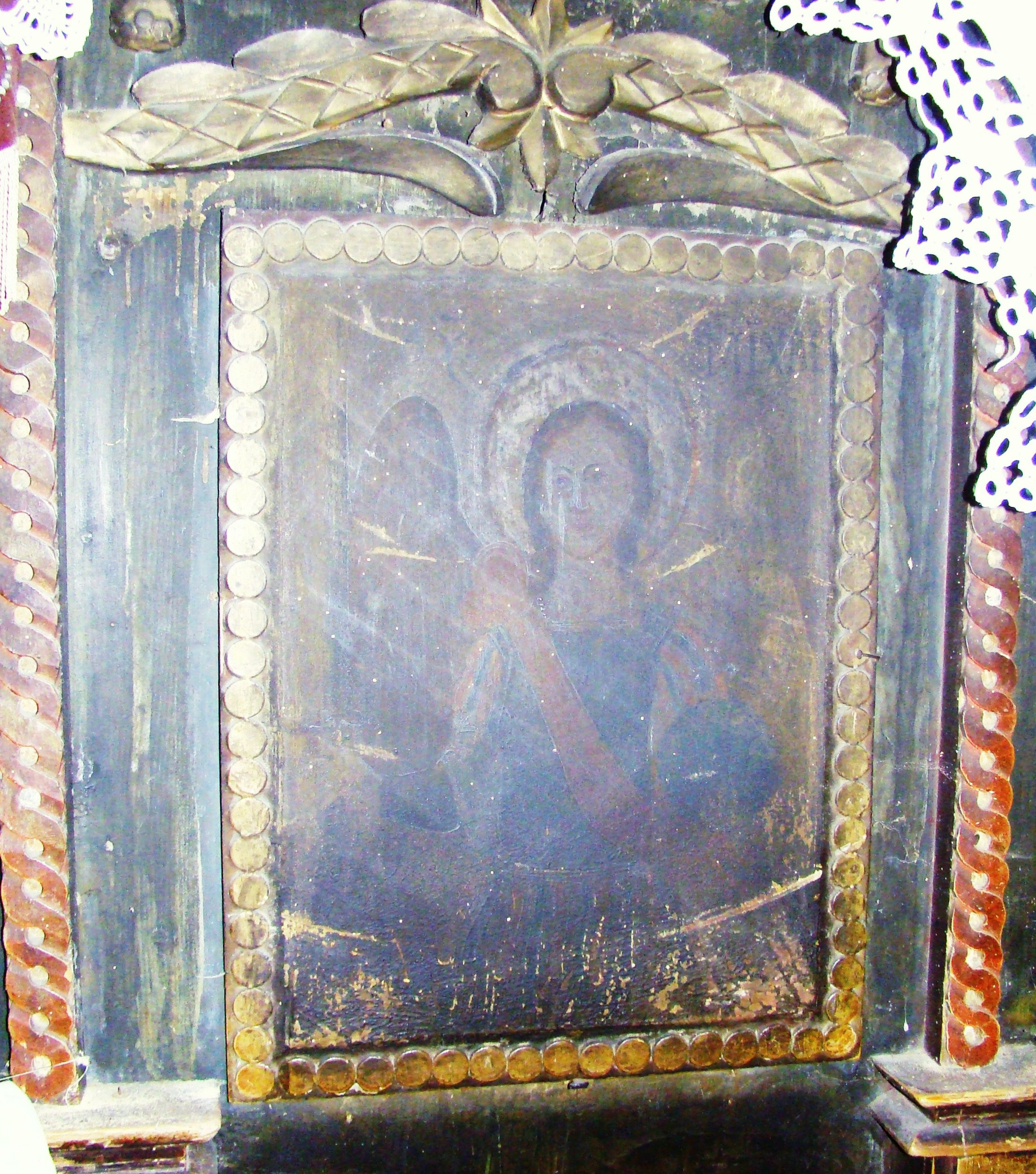
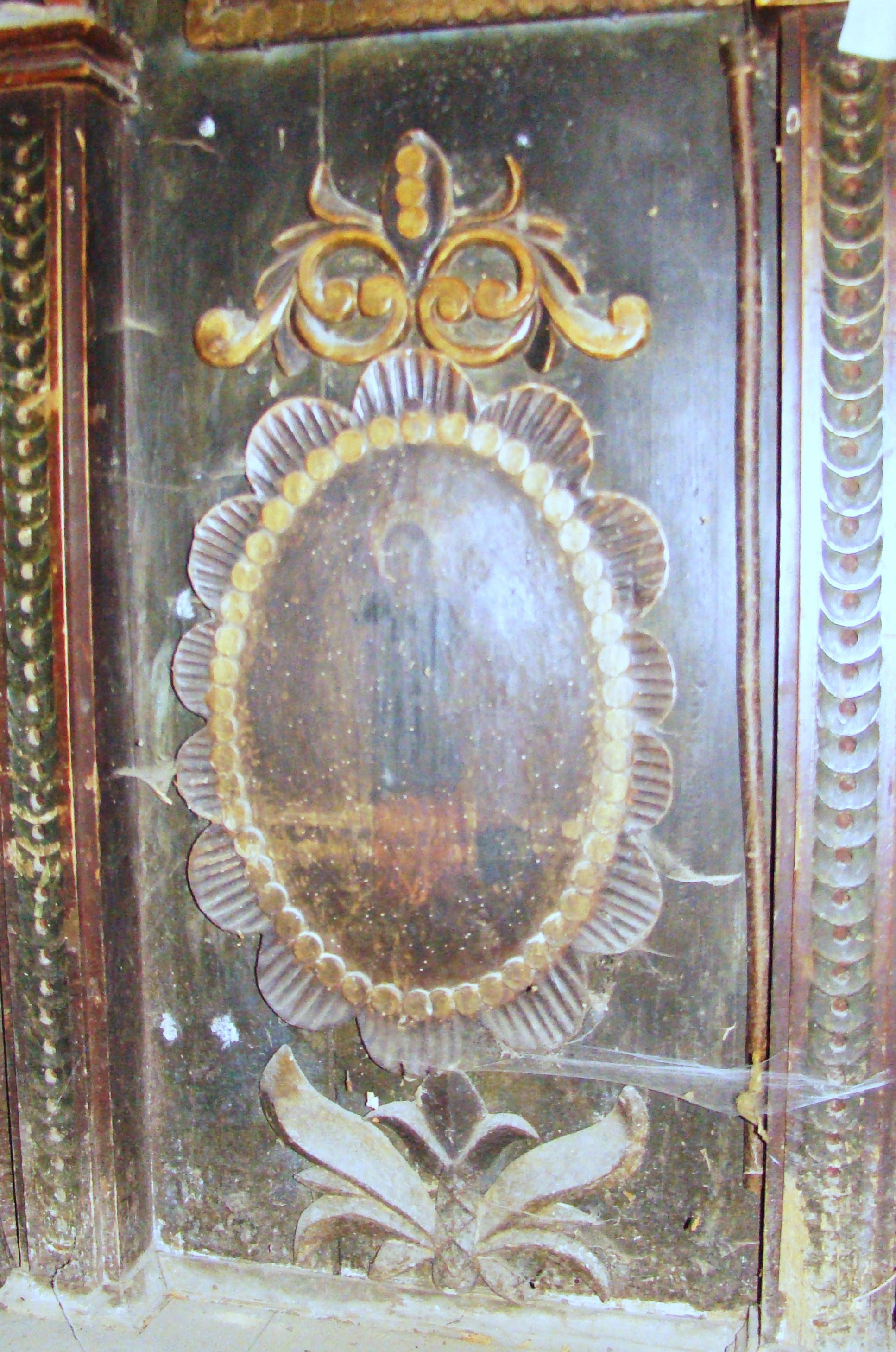
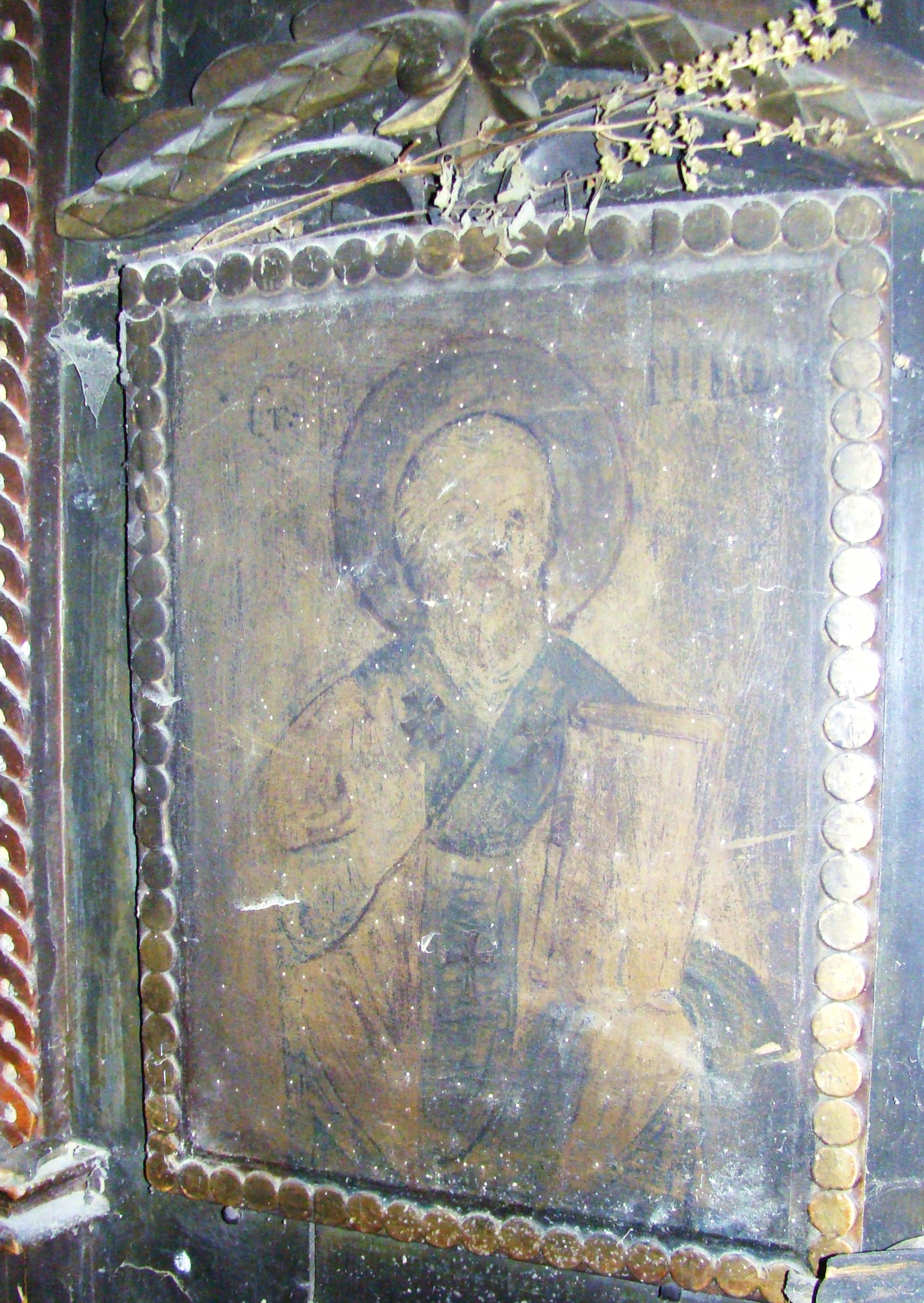
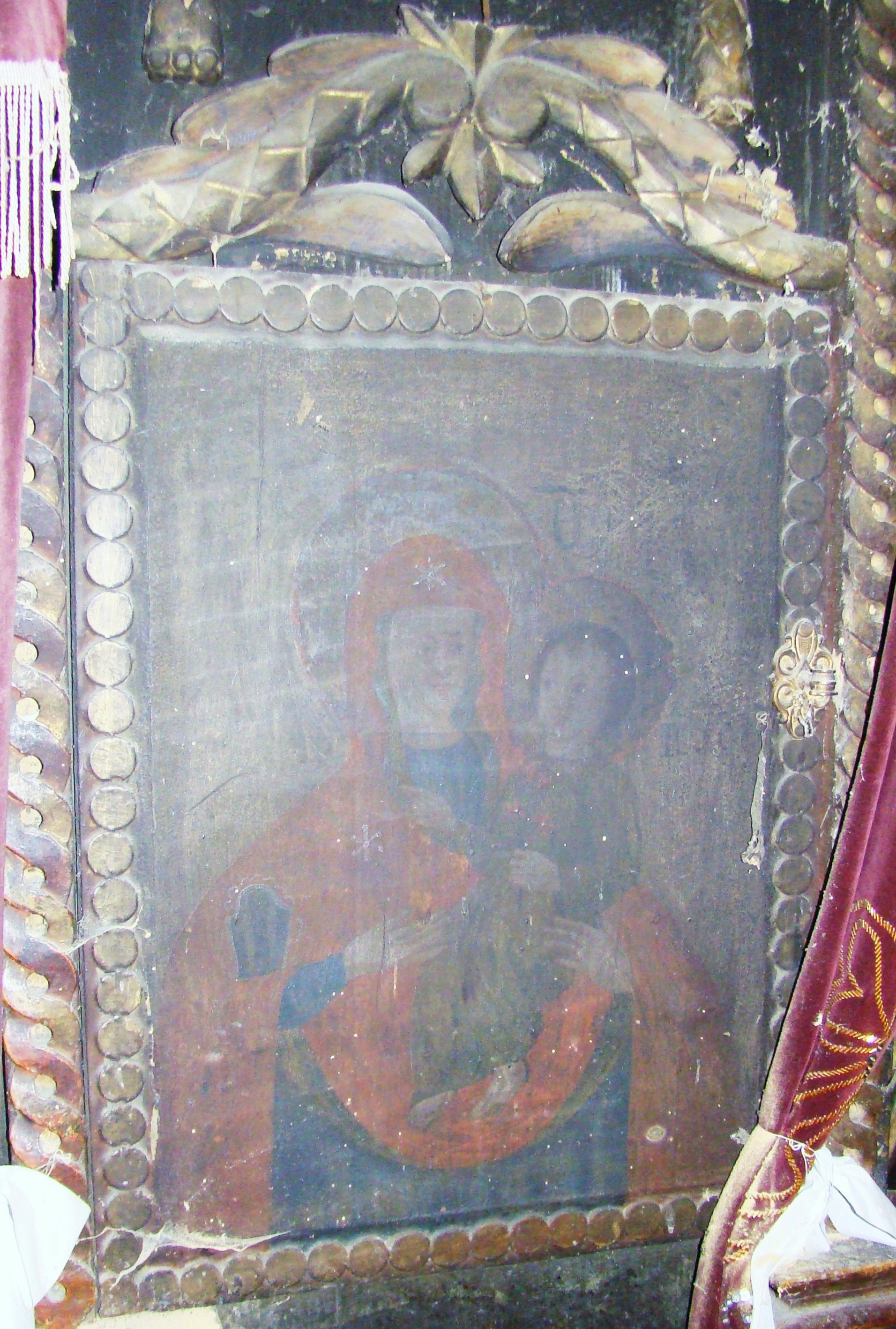
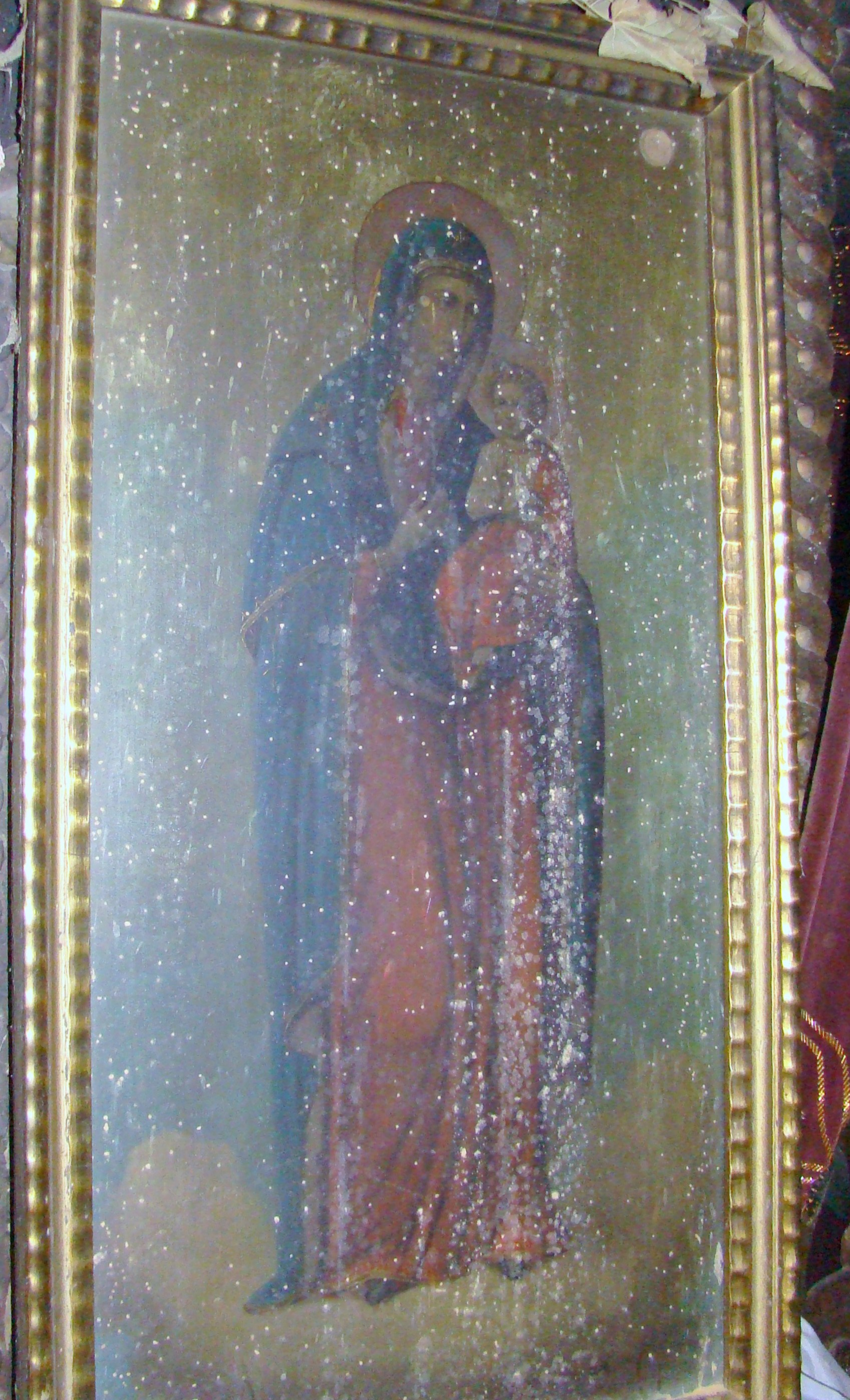
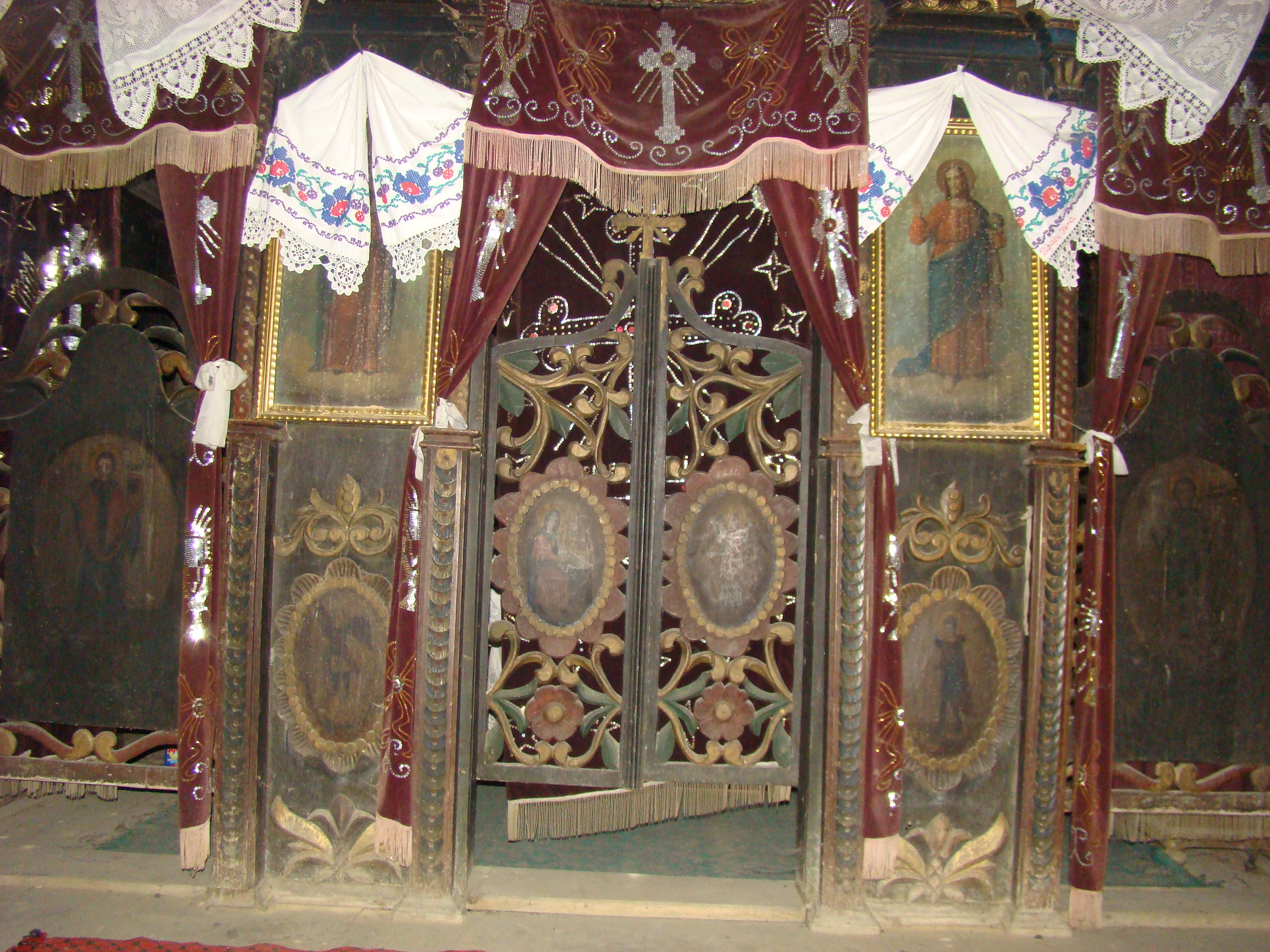
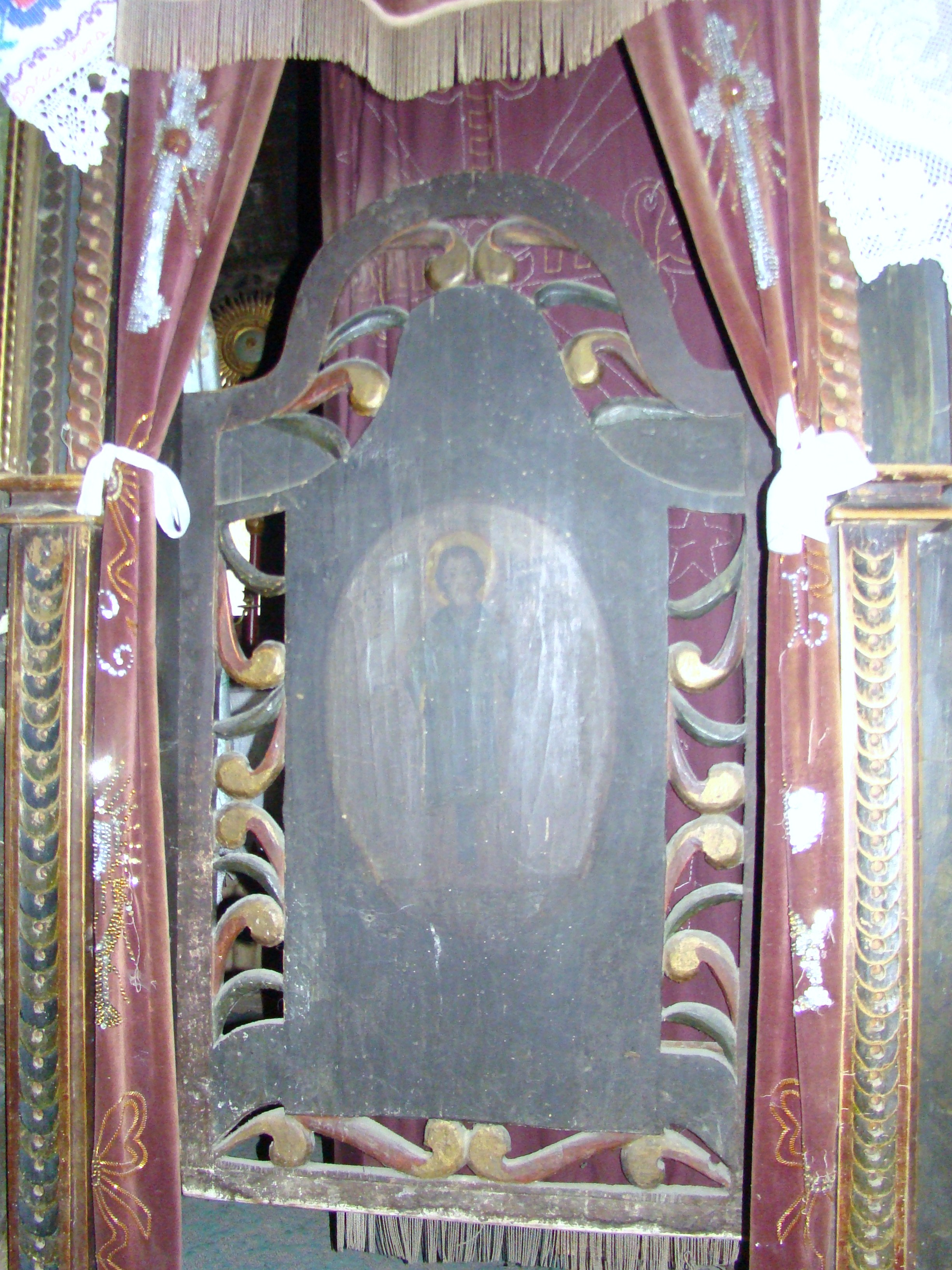
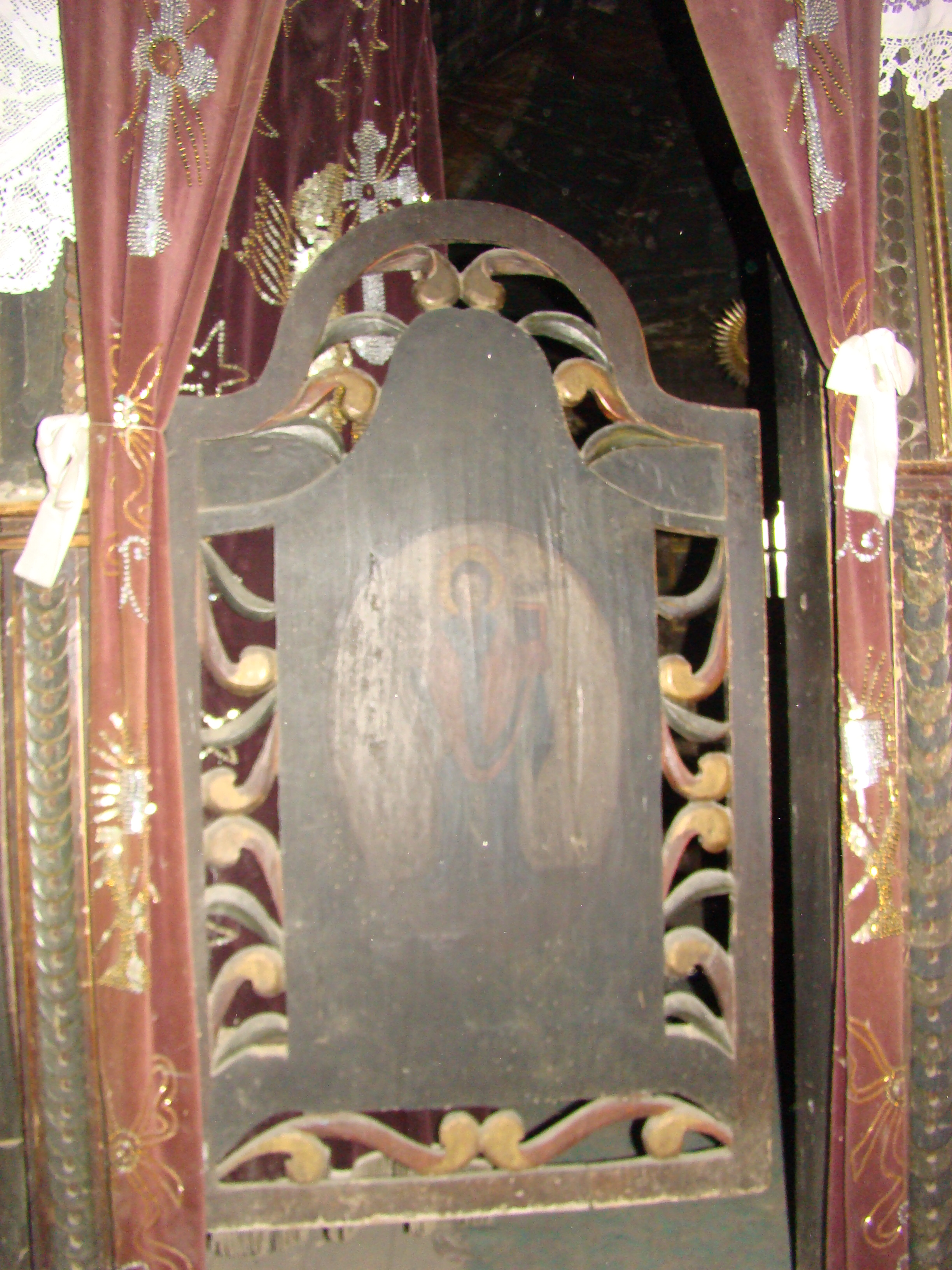